# 奥能登

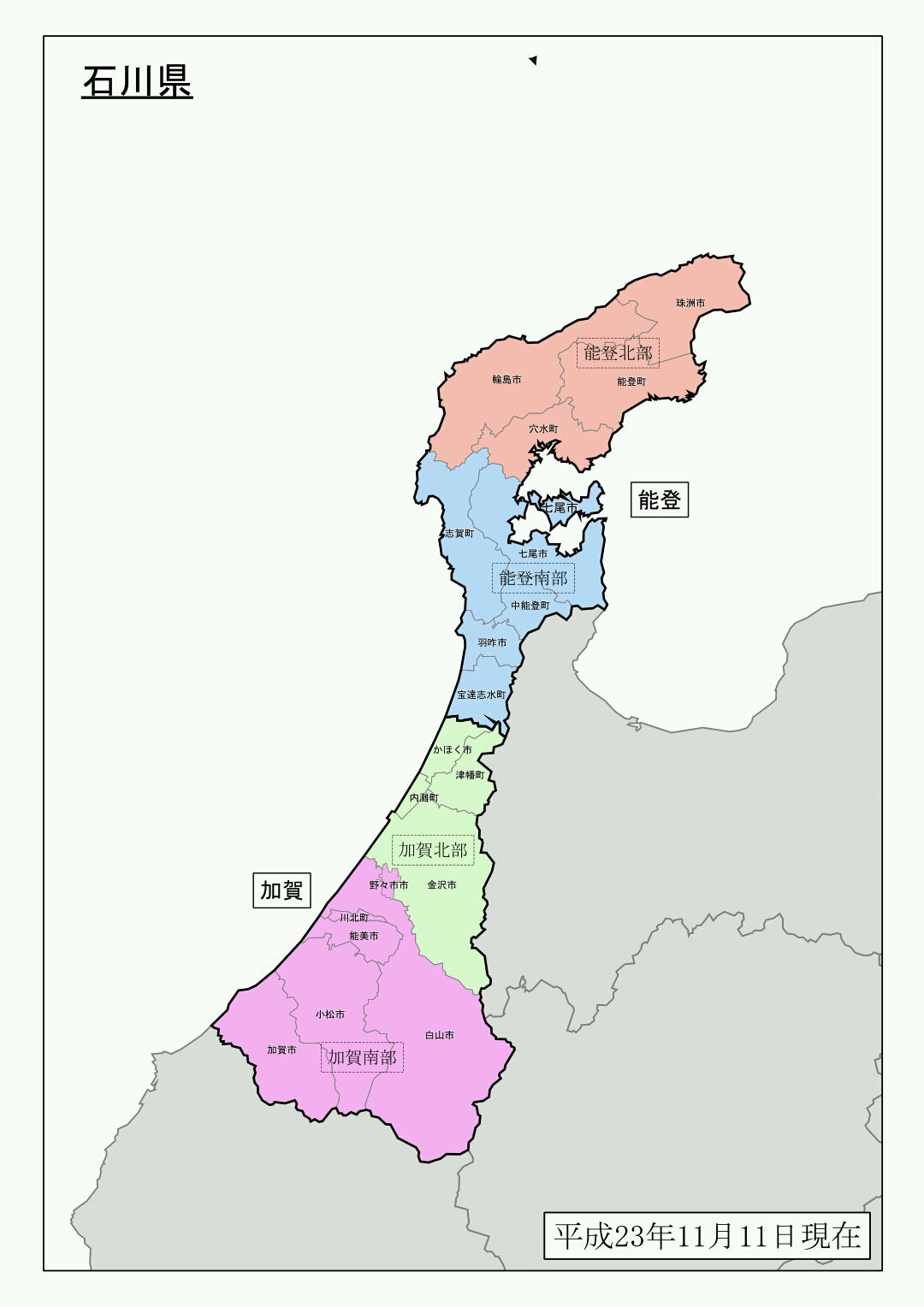
図の「能登北部」に相当する地域である

奥能登（おくのと）は、能登半島の最北部（最奥部）のこと。行政区域は、石川県珠洲市、輪島市、鳳珠郡（能登町、穴水町）。
また、能登半島の南部を口能登（くちのと）、中部を中能登（なかのと）と呼ぶ。

## 交通

### 空港
- 能登空港
輪島市・穴水町・能登町にまたがり、2003年7月7日に開港した。東京国際空港（羽田空港）と毎日2往復の便が就航しており、首都圏からのアクセスが改善された。日本航空学園輪島校が隣接している。

### 鉄道
- のと鉄道七尾線
現在は和倉温泉駅 - 穴水駅間を走っている。2001年3月31日には七尾線の穴水駅 - 輪島駅が廃線に、2005年3月31日には能登線の穴水駅 - 蛸島駅が廃線になっている。のと鉄道の廃止された区間は代替バスが運行されている。

### バス
- 北鉄奥能登バス
金沢駅から輪島や珠洲までを直通で結ぶ特急バスが運行されている。

### 道路
- のと里山海道
金沢市近郊の内灘町と奥能登の玄関口である穴水町を結ぶ自動車専用道路。北陸自動車道の金沢森本IC - 津幡バイパス - のと里山海道の白尾IC - のと里山海道の終点・穴水を走行することで北陸道から奥能登へのアクセスが向上した。2006年6月には下記穴水道路が開通して能登空港のすぐ近くまで直結された。2013年3月31日までは有料道路で名称は能登有料道路だった。
- 穴水道路
正式には能越自動車道の一部で、穴水ICからのと里山空港ICまでの区間。この区間は開通当初から無料で走行できる。のと里山海道を北上してくると、まっすぐ走っていくことにより自然に穴水道路に入るようになっている。
- 珠洲道路
のと里山海道の終点（穴水IC）から珠洲市までを結ぶ道路。廃止されたのと鉄道能登線に代わる交通の動脈として重要さを増している。正式には複数の県道の一部や市道で構成されているが、実態は高速道路かと見紛うほどの走りやすさである。珠洲市・能登町方面から七尾市・金沢市方面に行く場合は、のと里山空港ICから上記穴水道路に入ると良い。
- 国道249号
能登半島の外周を一周する国道で、上記の珠洲道路と共に能登半島の重要な交通路である。七尾 - 中島間、藤波 - 鵜飼間などは直線が多く走りやすいが、西岸 - 根来間の海岸線、鵜川 - 藤波間の海岸線、大谷トンネル北の山岳道路、曽々木 - 輪島間の海岸線、志賀町北部の山岳道路など、カーブが多く運転に注意が必要な区間もある。

## 観光
- 輪島市 - 朝市、千枚田、上時国家、下時国家、大川浜、窓岩、垂水滝、桶滝、輪島キリコ会館、總持寺祖院
- 珠洲市 - 見附島、珠洲岬、葭ヶ浦温泉、禄剛崎（禄剛埼灯台）、ゴジラ岩
- 能登町 - 真脇遺跡、恋路海岸、九十九湾遊覧船、能登町植物公園（旧柳田植物公園）
- 穴水町 - ボラ待ちやぐら

## 伝統工芸
- 輪島塗
- 七輪
珠洲市には大量の珪藻土が埋蔵されており、それを原料とした切り出し七輪の生産が盛んである。
- 碁笥（ごけ）
碁石を入れる器。製造元の谷口（穴水町）は全国シェアの半分以上を占めている。
- 珠洲焼

## 祭事
- 能登キリコ祭り

## 食材等
- 天然塩
珠洲市の外浦の一部地域では、揚浜式と呼ばれる製法で現在も塩田で天然塩を精製している。
- いしる（いしり、その他「よしり」、「よしる」という呼び方がある）
イカの内臓を発酵させて製造した魚醤の一種で、秋田県のしょっつる、香川県のいかなご醤油とともに日本三大魚醤と呼ばれている[1]。用途は鍋の味付け（いしる鍋）や、漬物（べん漬け）など。刺身に直接かけることもある。いしるにも材料によって数種類あるのだが、奥能登ではイカを原料にしたものとイワシを原料にしたものを見ることができる。
- すいぜん
天草と餅の粉を原料にしたところてんを白くしたような食物。黒ゴマのタレで食べる。元来は法事の時に食べていたが、最近では通年食べるようになってきている。輪島固有の食物でもある。
- ゆべし
中身をくり抜いた柚子の中に餅米、果汁、砂糖などを入れて何度か蒸して作る、輪島に古くから伝わる高級和菓子。
- くちこ
ナマコの卵巣を天日で乾燥させた高級珍味。石川県では穴水町や七尾市などで生産されている。
- 能登丼
ご当地グルメとして新たに考案された丼料理。食材・食器に能登地域の産品を用いることを定義に含めている。

## 行政

### 広域行政
- 奥能登広域圏事務組合
奥能登地域の4市町が設立・加入している一部事務組合。組合事務局を能登空港ターミナルビル内に置き、主に常備消防事務を担っている。

### 自治体の変遷
| 旧 郡    | 明治以前       | 明治以前       | 明治初年 - 明治22年    | 明治22年 4月1日 町村制施行 | 明治39年 - 明治38年         | 明治22年 - 明治45年     | 大正元年 - 昭和25年            | 昭和26年 - 昭和30年          | 昭和26年 - 昭和30年           | 昭和31年 - 平成17年          | 平成17年 3月1日 鳳珠郡発足 | 平成18年 - 現在       | 現在   |
| -------- | -------------- | -------------- | ---------------------- | -------------------------- | --------------------------- | ----------------------- | ------------------------------ | ---------------------------- | ----------------------------- | ---------------------------- | -------------------------- | --------------------- | ------ |
| 鳳 至 郡 | 鳳至町         | 鳳至町         | 明治4年 輪島町         | 輪島町                     | 輪島町                      | 輪島町                  | 輪島町                         | 昭和29年3月31日 輪島市       | 昭和29年3月31日 輪島市        | 輪島市                       | 輪島市                     | 平成18年2月1日 輪島市 | 輪島市 |
| 鳳 至 郡 | 輪島崎村       |                | 明治4年 輪島町         | 輪島町                     | 輪島町                      | 輪島町                  | 輪島町                         | 昭和29年3月31日 輪島市       | 昭和29年3月31日 輪島市        | 輪島市                       | 輪島市                     | 平成18年2月1日 輪島市 | 輪島市 |
| 鳳 至 郡 | 河井町         |                | 明治4年 輪島町         | 輪島町                     | 輪島町                      | 輪島町                  | 輪島町                         | 昭和29年3月31日 輪島市       | 昭和29年3月31日 輪島市        | 輪島市                       | 輪島市                     | 平成18年2月1日 輪島市 | 輪島市 |
| 鳳 至 郡 | 海士町         |                | 明治4年 輪島町         | 輪島町                     | 輪島町                      | 輪島町                  | 輪島町                         | 昭和29年3月31日 輪島市       | 昭和29年3月31日 輪島市        | 輪島市                       | 輪島市                     | 平成18年2月1日 輪島市 | 輪島市 |
| 鳳 至 郡 | 雑座村         | 雑座村         | 明治11年 上山村        | 西保村                     | 西保村                      | 西保村                  | 西保村                         | 昭和29年3月31日 輪島市       | 昭和29年3月31日 輪島市        | 輪島市                       | 輪島市                     | 平成18年2月1日 輪島市 | 輪島市 |
| 鳳 至 郡 | 池田村         |                | 明治11年 上山村        | 西保村                     | 西保村                      | 西保村                  | 西保村                         | 昭和29年3月31日 輪島市       | 昭和29年3月31日 輪島市        | 輪島市                       | 輪島市                     | 平成18年2月1日 輪島市 | 輪島市 |
| 鳳 至 郡 | 新保村         |                | 明治11年 上山村        | 西保村                     | 西保村                      | 西保村                  | 西保村                         | 昭和29年3月31日 輪島市       | 昭和29年3月31日 輪島市        | 輪島市                       | 輪島市                     | 平成18年2月1日 輪島市 | 輪島市 |
| 鳳 至 郡 | 上村           |                | 明治11年 上山村        | 西保村                     | 西保村                      | 西保村                  | 西保村                         | 昭和29年3月31日 輪島市       | 昭和29年3月31日 輪島市        | 輪島市                       | 輪島市                     | 平成18年2月1日 輪島市 | 輪島市 |
| 鳳 至 郡 | 黒杉村         |                | 明治11年 上山村        | 西保村                     | 西保村                      | 西保村                  | 西保村                         | 昭和29年3月31日 輪島市       | 昭和29年3月31日 輪島市        | 輪島市                       | 輪島市                     | 平成18年2月1日 輪島市 | 輪島市 |
| 鳳 至 郡 | 小町村         |                | 明治11年 上山村        | 西保村                     | 西保村                      | 西保村                  | 西保村                         | 昭和29年3月31日 輪島市       | 昭和29年3月31日 輪島市        | 輪島市                       | 輪島市                     | 平成18年2月1日 輪島市 | 輪島市 |
| 鳳 至 郡 | 西二又村       | 西二又村       | 西二又村               | 西保村                     | 西保村                      | 西保村                  | 西保村                         | 昭和29年3月31日 輪島市       | 昭和29年3月31日 輪島市        | 輪島市                       | 輪島市                     | 平成18年2月1日 輪島市 | 輪島市 |
| 鳳 至 郡 | 上大沢村       | 上大沢村       | 上大沢村               | 西保村                     | 西保村                      | 西保村                  | 西保村                         | 昭和29年3月31日 輪島市       | 昭和29年3月31日 輪島市        | 輪島市                       | 輪島市                     | 平成18年2月1日 輪島市 | 輪島市 |
| 鳳 至 郡 | 大沢村         | 大沢村         | 大沢村                 | 西保村                     | 西保村                      | 西保村                  | 西保村                         | 昭和29年3月31日 輪島市       | 昭和29年3月31日 輪島市        | 輪島市                       | 輪島市                     | 平成18年2月1日 輪島市 | 輪島市 |
| 鳳 至 郡 | 赤崎村         | 赤崎村         | 赤崎村                 | 西保村                     | 西保村                      | 西保村                  | 西保村                         | 昭和29年3月31日 輪島市       | 昭和29年3月31日 輪島市        | 輪島市                       | 輪島市                     | 平成18年2月1日 輪島市 | 輪島市 |
| 鳳 至 郡 | 小池村         | 小池村         | 小池村                 | 西保村                     | 西保村                      | 西保村                  | 西保村                         | 昭和29年3月31日 輪島市       | 昭和29年3月31日 輪島市        | 輪島市                       | 輪島市                     | 平成18年2月1日 輪島市 | 輪島市 |
| 鳳 至 郡 | 下山村         | 下山村         | 下山村                 | 西保村                     | 西保村                      | 西保村                  | 西保村                         | 昭和29年3月31日 輪島市       | 昭和29年3月31日 輪島市        | 輪島市                       | 輪島市                     | 平成18年2月1日 輪島市 | 輪島市 |
| 鳳 至 郡 | 山岸村         | 山岸村         | 山岸村                 | 河原田村                   | 河原田村                    | 河原田村                | 河原田村                       | 昭和29年3月31日 輪島市       | 昭和29年3月31日 輪島市        | 輪島市                       | 輪島市                     | 平成18年2月1日 輪島市 | 輪島市 |
| 鳳 至 郡 | 横地村         | 横地村         | 横地村                 | 河原田村                   | 河原田村                    | 河原田村                | 河原田村                       | 昭和29年3月31日 輪島市       | 昭和29年3月31日 輪島市        | 輪島市                       | 輪島市                     | 平成18年2月1日 輪島市 | 輪島市 |
| 鳳 至 郡 | 石休場村       | 石休場村       | 石休場村               | 河原田村                   | 河原田村                    | 河原田村                | 河原田村                       | 昭和29年3月31日 輪島市       | 昭和29年3月31日 輪島市        | 輪島市                       | 輪島市                     | 平成18年2月1日 輪島市 | 輪島市 |
| 鳳 至 郡 | 西脇村         | 西脇村         | 西脇村                 | 河原田村                   | 河原田村                    | 河原田村                | 河原田村                       | 昭和29年3月31日 輪島市       | 昭和29年3月31日 輪島市        | 輪島市                       | 輪島市                     | 平成18年2月1日 輪島市 | 輪島市 |
| 鳳 至 郡 | 北谷村         | 北谷村         | 北谷村                 | 河原田村                   | 河原田村                    | 河原田村                | 河原田村                       | 昭和29年3月31日 輪島市       | 昭和29年3月31日 輪島市        | 輪島市                       | 輪島市                     | 平成18年2月1日 輪島市 | 輪島市 |
| 鳳 至 郡 | 市瀬村         | 市瀬村         | 市瀬村                 | 河原田村                   | 河原田村                    | 河原田村                | 河原田村                       | 昭和29年3月31日 輪島市       | 昭和29年3月31日 輪島市        | 輪島市                       | 輪島市                     | 平成18年2月1日 輪島市 | 輪島市 |
| 鳳 至 郡 | 中尾村         | 中尾村         | 明治11年 改称 東中尾村 | 河原田村                   | 河原田村                    | 河原田村                | 河原田村                       | 昭和29年3月31日 輪島市       | 昭和29年3月31日 輪島市        | 輪島市                       | 輪島市                     | 平成18年2月1日 輪島市 | 輪島市 |
| 鳳 至 郡 | 熊野村         | 熊野村         | 熊野村                 | 河原田村                   | 河原田村                    | 河原田村                | 河原田村                       | 昭和29年3月31日 輪島市       | 昭和29年3月31日 輪島市        | 輪島市                       | 輪島市                     | 平成18年2月1日 輪島市 | 輪島市 |
| 鳳 至 郡 | 杉平村         | 杉平村         | 杉平村                 | 河原田村                   | 河原田村                    | 河原田村                | 河原田村                       | 昭和29年3月31日 輪島市       | 昭和29年3月31日 輪島市        | 輪島市                       | 輪島市                     | 平成18年2月1日 輪島市 | 輪島市 |
| 鳳 至 郡 | 打越村         | 打越村         | 打越村                 | 河原田村                   | 河原田村                    | 河原田村                | 河原田村                       | 昭和29年3月31日 輪島市       | 昭和29年3月31日 輪島市        | 輪島市                       | 輪島市                     | 平成18年2月1日 輪島市 | 輪島市 |
| 鳳 至 郡 | 山ノ上村       | 山ノ上村       | 山ノ上村               | 河原田村                   | 河原田村                    | 河原田村                | 河原田村                       | 昭和29年3月31日 輪島市       | 昭和29年3月31日 輪島市        | 輪島市                       | 輪島市                     | 平成18年2月1日 輪島市 | 輪島市 |
| 鳳 至 郡 | 久手川村       | 久手川村       | 久手川村               | 鵠巣村                     | 鵠巣村                      | 鵠巣村                  | 鵠巣村                         | 昭和29年3月31日 輪島市       | 昭和29年3月31日 輪島市        | 輪島市                       | 輪島市                     | 平成18年2月1日 輪島市 | 輪島市 |
| 鳳 至 郡 | 塚田村         | 塚田村         | 塚田村                 | 鵠巣村                     | 鵠巣村                      | 鵠巣村                  | 鵠巣村                         | 昭和29年3月31日 輪島市       | 昭和29年3月31日 輪島市        | 輪島市                       | 輪島市                     | 平成18年2月1日 輪島市 | 輪島市 |
| 鳳 至 郡 | 稲舟村         | 稲舟村         | 稲舟村                 | 鵠巣村                     | 鵠巣村                      | 鵠巣村                  | 鵠巣村                         | 昭和29年3月31日 輪島市       | 昭和29年3月31日 輪島市        | 輪島市                       | 輪島市                     | 平成18年2月1日 輪島市 | 輪島市 |
| 鳳 至 郡 | 大野村         | 大野村         | 明治11年 改称 西大野村 | 鵠巣村                     | 鵠巣村                      | 鵠巣村                  | 鵠巣村                         | 昭和29年3月31日 輪島市       | 昭和29年3月31日 輪島市        | 輪島市                       | 輪島市                     | 平成18年2月1日 輪島市 | 輪島市 |
| 鳳 至 郡 | 惣領村         | 惣領村         | 惣領村                 | 鵠巣村                     | 鵠巣村                      | 鵠巣村                  | 鵠巣村                         | 昭和29年3月31日 輪島市       | 昭和29年3月31日 輪島市        | 輪島市                       | 輪島市                     | 平成18年2月1日 輪島市 | 輪島市 |
| 鳳 至 郡 | 谷内村         | 谷内村         | 谷内村                 | 鵠巣村                     | 鵠巣村                      | 鵠巣村                  | 鵠巣村                         | 昭和29年3月31日 輪島市       | 昭和29年3月31日 輪島市        | 輪島市                       | 輪島市                     | 平成18年2月1日 輪島市 | 輪島市 |
| 鳳 至 郡 | 里村           | 里村           | 里村                   | 南志見村                   | 南志見村                    | 南志見村                | 南志見村                       | 昭和29年3月31日 輪島市       | 昭和29年3月31日 輪島市        | 輪島市                       | 輪島市                     | 平成18年2月1日 輪島市 | 輪島市 |
| 鳳 至 郡 | 小田屋村       | 小田屋村       | 小田屋村               | 南志見村                   | 南志見村                    | 南志見村                | 南志見村                       | 昭和29年3月31日 輪島市       | 昭和29年3月31日 輪島市        | 輪島市                       | 輪島市                     | 平成18年2月1日 輪島市 | 輪島市 |
| 鳳 至 郡 | 白米村         | 白米村         | 白米村                 | 南志見村                   | 南志見村                    | 南志見村                | 南志見村                       | 昭和29年3月31日 輪島市       | 昭和29年3月31日 輪島市        | 輪島市                       | 輪島市                     | 平成18年2月1日 輪島市 | 輪島市 |
| 鳳 至 郡 | 野田村         | 野田村         | 野田村                 | 南志見村                   | 南志見村                    | 南志見村                | 南志見村                       | 昭和29年3月31日 輪島市       | 昭和29年3月31日 輪島市        | 輪島市                       | 輪島市                     | 平成18年2月1日 輪島市 | 輪島市 |
| 鳳 至 郡 | 名舟村         | 名舟村         | 名舟村                 | 南志見村                   | 南志見村                    | 南志見村                | 南志見村                       | 昭和29年3月31日 輪島市       | 昭和29年3月31日 輪島市        | 輪島市                       | 輪島市                     | 平成18年2月1日 輪島市 | 輪島市 |
| 鳳 至 郡 | 尊利地村       | 尊利地村       | 尊利地村               | 南志見村                   | 南志見村                    | 南志見村                | 南志見村                       | 昭和29年3月31日 輪島市       | 昭和29年3月31日 輪島市        | 輪島市                       | 輪島市                     | 平成18年2月1日 輪島市 | 輪島市 |
| 鳳 至 郡 | 忍村           | 忍村           | 忍村                   | 南志見村                   | 南志見村                    | 南志見村                | 南志見村                       | 昭和29年3月31日 輪島市       | 昭和29年3月31日 輪島市        | 輪島市                       | 輪島市                     | 平成18年2月1日 輪島市 | 輪島市 |
| 鳳 至 郡 | 西山村         | 西山村         | 西山村                 | 南志見村                   | 南志見村                    | 南志見村                | 南志見村                       | 昭和29年3月31日 輪島市       | 昭和29年3月31日 輪島市        | 輪島市                       | 輪島市                     | 平成18年2月1日 輪島市 | 輪島市 |
| 鳳 至 郡 | 西院内村       | 西院内村       | 西院内村               | 南志見村                   | 南志見村                    | 南志見村                | 南志見村                       | 昭和29年3月31日 輪島市       | 昭和29年3月31日 輪島市        | 輪島市                       | 輪島市                     | 平成18年2月1日 輪島市 | 輪島市 |
| 鳳 至 郡 | 東印内村       | 東印内村       | 東印内村               | 南志見村                   | 南志見村                    | 南志見村                | 南志見村                       | 昭和29年3月31日 輪島市       | 昭和29年3月31日 輪島市        | 輪島市                       | 輪島市                     | 平成18年2月1日 輪島市 | 輪島市 |
| 鳳 至 郡 | 東山村         | 東山村         | 東山村                 | 南志見村                   | 南志見村                    | 南志見村                | 南志見村                       | 昭和29年3月31日 輪島市       | 昭和29年3月31日 輪島市        | 輪島市                       | 輪島市                     | 平成18年2月1日 輪島市 | 輪島市 |
| 鳳 至 郡 | 渋田村         | 渋田村         | 渋田村                 | 南志見村                   | 南志見村                    | 南志見村                | 南志見村                       | 昭和29年3月31日 輪島市       | 昭和29年3月31日 輪島市        | 輪島市                       | 輪島市                     | 平成18年2月1日 輪島市 | 輪島市 |
| 鳳 至 郡 | 小泉村         | 小泉村         | 小泉村                 | 三井村                     | 三井村                      | 三井村                  | 三井村                         | 昭和29年3月31日 輪島市       | 昭和29年3月31日 輪島市        | 輪島市                       | 輪島市                     | 平成18年2月1日 輪島市 | 輪島市 |
| 鳳 至 郡 | 漆原村         | 漆原村         | 漆原村                 | 三井村                     | 三井村                      | 三井村                  | 三井村                         | 昭和29年3月31日 輪島市       | 昭和29年3月31日 輪島市        | 輪島市                       | 輪島市                     | 平成18年2月1日 輪島市 | 輪島市 |
| 鳳 至 郡 | 長沢村         | 長沢村         | 長沢村                 | 三井村                     | 三井村                      | 三井村                  | 三井村                         | 昭和29年3月31日 輪島市       | 昭和29年3月31日 輪島市        | 輪島市                       | 輪島市                     | 平成18年2月1日 輪島市 | 輪島市 |
| 鳳 至 郡 | 仁行村         | 仁行村         | 仁行村                 | 三井村                     | 三井村                      | 三井村                  | 三井村                         | 昭和29年3月31日 輪島市       | 昭和29年3月31日 輪島市        | 輪島市                       | 輪島市                     | 平成18年2月1日 輪島市 | 輪島市 |
| 鳳 至 郡 | 中村           | 中村           | 中村                   | 三井村                     | 三井村                      | 三井村                  | 三井村                         | 昭和29年3月31日 輪島市       | 昭和29年3月31日 輪島市        | 輪島市                       | 輪島市                     | 平成18年2月1日 輪島市 | 輪島市 |
| 鳳 至 郡 | 新保村         | 新保村         | 新保村                 | 三井村                     | 三井村                      | 三井村                  | 三井村                         | 昭和29年3月31日 輪島市       | 昭和29年3月31日 輪島市        | 輪島市                       | 輪島市                     | 平成18年2月1日 輪島市 | 輪島市 |
| 鳳 至 郡 | 渡合村         | 渡合村         | 渡合村                 | 三井村                     | 三井村                      | 三井村                  | 三井村                         | 昭和29年3月31日 輪島市       | 昭和29年3月31日 輪島市        | 輪島市                       | 輪島市                     | 平成18年2月1日 輪島市 | 輪島市 |
| 鳳 至 郡 | 本江村         | 本江村         | 本江村                 | 三井村                     | 三井村                      | 三井村                  | 三井村                         | 昭和29年3月31日 輪島市       | 昭和29年3月31日 輪島市        | 輪島市                       | 輪島市                     | 平成18年2月1日 輪島市 | 輪島市 |
| 鳳 至 郡 | 内屋村         | 内屋村         | 内屋村                 | 三井村                     | 三井村                      | 三井村                  | 三井村                         | 昭和29年3月31日 輪島市       | 昭和29年3月31日 輪島市        | 輪島市                       | 輪島市                     | 平成18年2月1日 輪島市 | 輪島市 |
| 鳳 至 郡 | 細屋村         | 細屋村         | 細屋村                 | 三井村                     | 三井村                      | 三井村                  | 三井村                         | 昭和29年3月31日 輪島市       | 昭和29年3月31日 輪島市        | 輪島市                       | 輪島市                     | 平成18年2月1日 輪島市 | 輪島市 |
| 鳳 至 郡 | 市ノ坂村       | 市ノ坂村       | 市ノ坂村               | 三井村                     | 三井村                      | 三井村                  | 三井村                         | 昭和29年3月31日 輪島市       | 昭和29年3月31日 輪島市        | 輪島市                       | 輪島市                     | 平成18年2月1日 輪島市 | 輪島市 |
| 鳳 至 郡 | 洲衛村         | 洲衛村         | 洲衛村                 | 三井村                     | 三井村                      | 三井村                  | 三井村                         | 昭和29年3月31日 輪島市       | 昭和29年3月31日 輪島市        | 輪島市                       | 輪島市                     | 平成18年2月1日 輪島市 | 輪島市 |
| 鳳 至 郡 | 与呂見村       | 与呂見村       | 与呂見村               | 三井村                     | 三井村                      | 三井村                  | 三井村                         | 昭和29年3月31日 輪島市       | 昭和29年3月31日 輪島市        | 輪島市                       | 輪島市                     | 平成18年2月1日 輪島市 | 輪島市 |
| 鳳 至 郡 | 興徳寺村       | 興徳寺村       | 興徳寺村               | 三井村                     | 三井村                      | 三井村                  | 三井村                         | 昭和29年3月31日 輪島市       | 昭和29年3月31日 輪島市        | 輪島市                       | 輪島市                     | 平成18年2月1日 輪島市 | 輪島市 |
| 鳳 至 郡 | 鵜入村         | 鵜入村         | 鵜入村                 | 大屋村                     | 大屋村                      | 明治41年4月1日 大屋村   | 大屋村                         | 昭和29年3月31日 輪島市       | 昭和29年3月31日 輪島市        | 輪島市                       | 輪島市                     | 平成18年2月1日 輪島市 | 輪島市 |
| 鳳 至 郡 | 光浦村         | 光浦村         | 光浦村                 | 大屋村                     | 大屋村                      | 明治41年4月1日 大屋村   | 大屋村                         | 昭和29年3月31日 輪島市       | 昭和29年3月31日 輪島市        | 輪島市                       | 輪島市                     | 平成18年2月1日 輪島市 | 輪島市 |
| 鳳 至 郡 | 蕨野村         | 蕨野村         | 蕨野村                 | 大屋村                     | 大屋村                      | 明治41年4月1日 大屋村   | 大屋村                         | 昭和29年3月31日 輪島市       | 昭和29年3月31日 輪島市        | 輪島市                       | 輪島市                     | 平成18年2月1日 輪島市 | 輪島市 |
| 鳳 至 郡 | 堀村           | 堀村           | 堀村                   | 大屋村                     | 大屋村                      | 明治41年4月1日 大屋村   | 大屋村                         | 昭和29年3月31日 輪島市       | 昭和29年3月31日 輪島市        | 輪島市                       | 輪島市                     | 平成18年2月1日 輪島市 | 輪島市 |
| 鳳 至 郡 | 釜屋谷村       | 釜屋谷村       | 釜屋谷村               | 大屋村                     | 大屋村                      | 明治41年4月1日 大屋村   | 大屋村                         | 昭和29年3月31日 輪島市       | 昭和29年3月31日 輪島市        | 輪島市                       | 輪島市                     | 平成18年2月1日 輪島市 | 輪島市 |
| 鳳 至 郡 | 水守村         | 水守村         | 水守村                 | 大屋村                     | 大屋村                      | 明治41年4月1日 大屋村   | 大屋村                         | 昭和29年3月31日 輪島市       | 昭和29年3月31日 輪島市        | 輪島市                       | 輪島市                     | 平成18年2月1日 輪島市 | 輪島市 |
| 鳳 至 郡 | 中段村         | 中段村         | 中段村                 | 大屋村                     | 大屋村                      | 明治41年4月1日 大屋村   | 大屋村                         | 昭和29年3月31日 輪島市       | 昭和29年3月31日 輪島市        | 輪島市                       | 輪島市                     | 平成18年2月1日 輪島市 | 輪島市 |
| 鳳 至 郡 | 小伊勢村       | 小伊勢村       | 小伊勢村               | 大屋村                     | 大屋村                      | 明治41年4月1日 大屋村   | 大屋村                         | 昭和29年3月31日 輪島市       | 昭和29年3月31日 輪島市        | 輪島市                       | 輪島市                     | 平成18年2月1日 輪島市 | 輪島市 |
| 鳳 至 郡 | 稲屋村         | 稲屋村         | 稲屋村                 | 大屋村                     | 大屋村                      | 明治41年4月1日 大屋村   | 大屋村                         | 昭和29年3月31日 輪島市       | 昭和29年3月31日 輪島市        | 輪島市                       | 輪島市                     | 平成18年2月1日 輪島市 | 輪島市 |
| 鳳 至 郡 | 山本村         | 山本村         | 山本村                 | 大屋村                     | 大屋村                      | 明治41年4月1日 大屋村   | 大屋村                         | 昭和29年3月31日 輪島市       | 昭和29年3月31日 輪島市        | 輪島市                       | 輪島市                     | 平成18年2月1日 輪島市 | 輪島市 |
| 鳳 至 郡 | 長井村         | 長井村         | 長井村                 | 大屋村                     | 大屋村                      | 明治41年4月1日 大屋村   | 大屋村                         | 昭和29年3月31日 輪島市       | 昭和29年3月31日 輪島市        | 輪島市                       | 輪島市                     | 平成18年2月1日 輪島市 | 輪島市 |
| 鳳 至 郡 | 房田村         | 房田村         | 房田村                 | 大屋村                     | 大屋村                      | 明治41年4月1日 大屋村   | 大屋村                         | 昭和29年3月31日 輪島市       | 昭和29年3月31日 輪島市        | 輪島市                       | 輪島市                     | 平成18年2月1日 輪島市 | 輪島市 |
| 鳳 至 郡 | 二ツ屋村       | 二ツ屋村       | 二ツ屋村               | 大屋村                     | 大屋村                      | 明治41年4月1日 大屋村   | 大屋村                         | 昭和29年3月31日 輪島市       | 昭和29年3月31日 輪島市        | 輪島市                       | 輪島市                     | 平成18年2月1日 輪島市 | 輪島市 |
| 鳳 至 郡 | 宅田村         | 宅田村         | 宅田村                 | 大屋村                     | 大屋村                      | 明治41年4月1日 大屋村   | 大屋村                         | 昭和29年3月31日 輪島市       | 昭和29年3月31日 輪島市        | 輪島市                       | 輪島市                     | 平成18年2月1日 輪島市 | 輪島市 |
| 鳳 至 郡 | 下黒川村       | 下黒川村       | 下黒川村               | 鳳至谷村                   | 鳳至谷村                    | 明治41年4月1日 大屋村   | 大屋村                         | 昭和29年3月31日 輪島市       | 昭和29年3月31日 輪島市        | 輪島市                       | 輪島市                     | 平成18年2月1日 輪島市 | 輪島市 |
| 鳳 至 郡 | 二俣村         | 二俣村         | 二俣村                 | 鳳至谷村                   | 鳳至谷村                    | 明治41年4月1日 大屋村   | 大屋村                         | 昭和29年3月31日 輪島市       | 昭和29年3月31日 輪島市        | 輪島市                       | 輪島市                     | 平成18年2月1日 輪島市 | 輪島市 |
| 鳳 至 郡 | 別所谷村       | 別所谷村       | 別所谷村               | 鳳至谷村                   | 鳳至谷村                    | 明治41年4月1日 大屋村   | 大屋村                         | 昭和29年3月31日 輪島市       | 昭和29年3月31日 輪島市        | 輪島市                       | 輪島市                     | 平成18年2月1日 輪島市 | 輪島市 |
| 鳳 至 郡 | 縄又村         | 縄又村         | 縄又村                 | 鳳至谷村                   | 鳳至谷村                    | 明治41年4月1日 大屋村   | 大屋村                         | 昭和29年3月31日 輪島市       | 昭和29年3月31日 輪島市        | 輪島市                       | 輪島市                     | 平成18年2月1日 輪島市 | 輪島市 |
| 鳳 至 郡 | 上黒川村       | 上黒川村       | 上黒川村               | 鳳至谷村                   | 鳳至谷村                    | 明治41年4月1日 大屋村   | 大屋村                         | 昭和29年3月31日 輪島市       | 昭和29年3月31日 輪島市        | 輪島市                       | 輪島市                     | 平成18年2月1日 輪島市 | 輪島市 |
| 鳳 至 郡 | 滝又村         | 滝又村         | 滝又村                 | 鳳至谷村                   | 鳳至谷村                    | 明治41年4月1日 大屋村   | 大屋村                         | 昭和29年3月31日 輪島市       | 昭和29年3月31日 輪島市        | 輪島市                       | 輪島市                     | 平成18年2月1日 輪島市 | 輪島市 |
| 鳳 至 郡 | 空熊村         | 空熊村         | 空熊村                 | 鳳至谷村                   | 鳳至谷村                    | 明治41年4月1日 大屋村   | 大屋村                         | 昭和29年3月31日 輪島市       | 昭和29年3月31日 輪島市        | 輪島市                       | 輪島市                     | 平成18年2月1日 輪島市 | 輪島市 |
| 鳳 至 郡 | 鈴屋村         | 鈴屋村         | 鈴屋村                 | 町野村                     | 町野村                      | 明治41年4月1日 町野村   | 昭和15年12月20日 町制 町野町   | 町野町                       | 町野町                        | 昭和31年9月30日 輪島市に編入 | 輪島市                     | 平成18年2月1日 輪島市 | 輪島市 |
| 鳳 至 郡 | 粟蔵村         | 粟蔵村         | 粟蔵村                 | 町野村                     | 町野村                      | 明治41年4月1日 町野村   | 昭和15年12月20日 町制 町野町   | 町野町                       | 町野町                        | 昭和31年9月30日 輪島市に編入 | 輪島市                     | 平成18年2月1日 輪島市 | 輪島市 |
| 鳳 至 郡 | 牛尾村         | 牛尾村         | 牛尾村                 | 町野村                     | 町野村                      | 明治41年4月1日 町野村   | 昭和15年12月20日 町制 町野町   | 町野町                       | 町野町                        | 昭和31年9月30日 輪島市に編入 | 輪島市                     | 平成18年2月1日 輪島市 | 輪島市 |
| 鳳 至 郡 | 寺山村         | 寺山村         | 寺山村                 | 町野村                     | 町野村                      | 明治41年4月1日 町野村   | 昭和15年12月20日 町制 町野町   | 町野町                       | 町野町                        | 昭和31年9月30日 輪島市に編入 | 輪島市                     | 平成18年2月1日 輪島市 | 輪島市 |
| 鳳 至 郡 | 佐野村         | 佐野村         | 佐野村                 | 町野村                     | 町野村                      | 明治41年4月1日 町野村   | 昭和15年12月20日 町制 町野町   | 町野町                       | 町野町                        | 昭和31年9月30日 輪島市に編入 | 輪島市                     | 平成18年2月1日 輪島市 | 輪島市 |
| 鳳 至 郡 | 真久村         | 真久村         | 真久村                 | 町野村                     | 町野村                      | 明治41年4月1日 町野村   | 昭和15年12月20日 町制 町野町   | 町野町                       | 町野町                        | 昭和31年9月30日 輪島市に編入 | 輪島市                     | 平成18年2月1日 輪島市 | 輪島市 |
| 鳳 至 郡 | 舞谷村         | 舞谷村         | 舞谷村                 | 町野村                     | 町野村                      | 明治41年4月1日 町野村   | 昭和15年12月20日 町制 町野町   | 町野町                       | 町野町                        | 昭和31年9月30日 輪島市に編入 | 輪島市                     | 平成18年2月1日 輪島市 | 輪島市 |
| 鳳 至 郡 | 円山村         | 円山村         | 明治11年 改称 北円山村 | 町野村                     | 町野村                      | 明治41年4月1日 町野村   | 昭和15年12月20日 町制 町野町   | 町野町                       | 町野町                        | 昭和31年9月30日 輪島市に編入 | 輪島市                     | 平成18年2月1日 輪島市 | 輪島市 |
| 鳳 至 郡 | 徳成村         | 徳成村         | 徳成村                 | 町野村                     | 町野村                      | 明治41年4月1日 町野村   | 昭和15年12月20日 町制 町野町   | 町野町                       | 町野町                        | 昭和31年9月30日 輪島市に編入 | 輪島市                     | 平成18年2月1日 輪島市 | 輪島市 |
| 鳳 至 郡 | 徳成谷内村     | 徳成谷内村     | 徳成谷内村             | 町野村                     | 町野村                      | 明治41年4月1日 町野村   | 昭和15年12月20日 町制 町野町   | 町野町                       | 町野町                        | 昭和31年9月30日 輪島市に編入 | 輪島市                     | 平成18年2月1日 輪島市 | 輪島市 |
| 鳳 至 郡 | 東村           | 東村           | 東村                   | 町野村                     | 町野村                      | 明治41年4月1日 町野村   | 昭和15年12月20日 町制 町野町   | 町野町                       | 町野町                        | 昭和31年9月30日 輪島市に編入 | 輪島市                     | 平成18年2月1日 輪島市 | 輪島市 |
| 鳳 至 郡 | 麦生野村       | 麦生野村       | 麦生野村               | 町野村                     | 町野村                      | 明治41年4月1日 町野村   | 昭和15年12月20日 町制 町野町   | 町野町                       | 町野町                        | 昭和31年9月30日 輪島市に編入 | 輪島市                     | 平成18年2月1日 輪島市 | 輪島市 |
| 鳳 至 郡 | 大川村         | 大川村         | 大川村                 | 西町村                     | 西町村                      | 明治41年4月1日 町野村   | 昭和15年12月20日 町制 町野町   | 町野町                       | 町野町                        | 昭和31年9月30日 輪島市に編入 | 輪島市                     | 平成18年2月1日 輪島市 | 輪島市 |
| 鳳 至 郡 | 伏戸村         | 伏戸村         | 伏戸村                 | 西町村                     | 西町村                      | 明治41年4月1日 町野村   | 昭和15年12月20日 町制 町野町   | 町野町                       | 町野町                        | 昭和31年9月30日 輪島市に編入 | 輪島市                     | 平成18年2月1日 輪島市 | 輪島市 |
| 鳳 至 郡 | 川西村         | 川西村         | 川西村                 | 西町村                     | 西町村                      | 明治41年4月1日 町野村   | 昭和15年12月20日 町制 町野町   | 町野町                       | 町野町                        | 昭和31年9月30日 輪島市に編入 | 輪島市                     | 平成18年2月1日 輪島市 | 輪島市 |
| 鳳 至 郡 | 大野村         | 大野村         | 明治11年 改称 東大野村 | 西町村                     | 西町村                      | 明治41年4月1日 町野村   | 昭和15年12月20日 町制 町野町   | 町野町                       | 町野町                        | 昭和31年9月30日 輪島市に編入 | 輪島市                     | 平成18年2月1日 輪島市 | 輪島市 |
| 鳳 至 郡 | 桶戸村         | 桶戸村         | 桶戸村                 | 西町村                     | 西町村                      | 明治41年4月1日 町野村   | 昭和15年12月20日 町制 町野町   | 町野町                       | 町野町                        | 昭和31年9月30日 輪島市に編入 | 輪島市                     | 平成18年2月1日 輪島市 | 輪島市 |
| 鳳 至 郡 | 井面村         | 井面村         | 井面村                 | 西町村                     | 西町村                      | 明治41年4月1日 町野村   | 昭和15年12月20日 町制 町野町   | 町野町                       | 町野町                        | 昭和31年9月30日 輪島市に編入 | 輪島市                     | 平成18年2月1日 輪島市 | 輪島市 |
| 鳳 至 郡 | 金蔵村         | 金蔵村         | 金蔵村                 | 西町村                     | 西町村                      | 明治41年4月1日 町野村   | 昭和15年12月20日 町制 町野町   | 町野町                       | 町野町                        | 昭和31年9月30日 輪島市に編入 | 輪島市                     | 平成18年2月1日 輪島市 | 輪島市 |
| 鳳 至 郡 | 時国村         | 加賀藩領       | 明治初年 西時国村      | 岩倉村                     | 岩倉村                      | 明治41年4月1日 町野村   | 昭和15年12月20日 町制 町野町   | 町野町                       | 町野町                        | 昭和31年9月30日 輪島市に編入 | 輪島市                     | 平成18年2月1日 輪島市 | 輪島市 |
| 鳳 至 郡 | 時国村         | 幕府領         | 明治初年 南時国村      | 岩倉村                     | 岩倉村                      | 明治41年4月1日 町野村   | 昭和15年12月20日 町制 町野町   | 町野町                       | 町野町                        | 昭和31年9月30日 輪島市に編入 | 輪島市                     | 平成18年2月1日 輪島市 | 輪島市 |
| 鳳 至 郡 | 敷戸村         | 敷戸村         | 敷戸村                 | 岩倉村                     | 岩倉村                      | 明治41年4月1日 町野村   | 昭和15年12月20日 町制 町野町   | 町野町                       | 町野町                        | 昭和31年9月30日 輪島市に編入 | 輪島市                     | 平成18年2月1日 輪島市 | 輪島市 |
| 鳳 至 郡 | 寺地村         | 寺地村         | 寺地村                 | 岩倉村                     | 岩倉村                      | 明治41年4月1日 町野村   | 昭和15年12月20日 町制 町野町   | 町野町                       | 町野町                        | 昭和31年9月30日 輪島市に編入 | 輪島市                     | 平成18年2月1日 輪島市 | 輪島市 |
| 鳳 至 郡 | 広江村         | 広江村         | 広江村                 | 岩倉村                     | 岩倉村                      | 明治41年4月1日 町野村   | 昭和15年12月20日 町制 町野町   | 町野町                       | 町野町                        | 昭和31年9月30日 輪島市に編入 | 輪島市                     | 平成18年2月1日 輪島市 | 輪島市 |
| 鳳 至 郡 | 門前村         | 門前村         | 門前村                 | 櫛比村                     | 櫛比村                      | 櫛比村                  | 昭和5年1月1日 町制改称 門前町  | 昭和29年3月31日 門前町       | 昭和29年3月31日 門前町        | 門前町                       | 門前町                     | 平成18年2月1日 輪島市 | 輪島市 |
| 鳳 至 郡 | 清水村         | 清水村         | 清水村                 | 櫛比村                     | 櫛比村                      | 櫛比村                  | 昭和5年1月1日 町制改称 門前町  | 昭和29年3月31日 門前町       | 昭和29年3月31日 門前町        | 門前町                       | 門前町                     | 平成18年2月1日 輪島市 | 輪島市 |
| 鳳 至 郡 | 走出村         | 走出村         | 走出村                 | 櫛比村                     | 櫛比村                      | 櫛比村                  | 昭和5年1月1日 町制改称 門前町  | 昭和29年3月31日 門前町       | 昭和29年3月31日 門前町        | 門前町                       | 門前町                     | 平成18年2月1日 輪島市 | 輪島市 |
| 鳳 至 郡 | 日野尾村       | 日野尾村       | 日野尾村               | 櫛比村                     | 櫛比村                      | 櫛比村                  | 昭和5年1月1日 町制改称 門前町  | 昭和29年3月31日 門前町       | 昭和29年3月31日 門前町        | 門前町                       | 門前町                     | 平成18年2月1日 輪島市 | 輪島市 |
| 鳳 至 郡 | 和田村         | 和田村         | 和田村                 | 櫛比村                     | 櫛比村                      | 櫛比村                  | 昭和5年1月1日 町制改称 門前町  | 昭和29年3月31日 門前町       | 昭和29年3月31日 門前町        | 門前町                       | 門前町                     | 平成18年2月1日 輪島市 | 輪島市 |
| 鳳 至 郡 | 深田村         | 深田村         | 深田村                 | 櫛比村                     | 櫛比村                      | 櫛比村                  | 昭和5年1月1日 町制改称 門前町  | 昭和29年3月31日 門前町       | 昭和29年3月31日 門前町        | 門前町                       | 門前町                     | 平成18年2月1日 輪島市 | 輪島市 |
| 鳳 至 郡 | 鬼屋村         | 鬼屋村         | 鬼屋村                 | 櫛比村                     | 櫛比村                      | 櫛比村                  | 昭和5年1月1日 町制改称 門前町  | 昭和29年3月31日 門前町       | 昭和29年3月31日 門前町        | 門前町                       | 門前町                     | 平成18年2月1日 輪島市 | 輪島市 |
| 鳳 至 郡 | 高根尾村       | 高根尾村       | 高根尾村               | 櫛比村                     | 櫛比村                      | 櫛比村                  | 昭和5年1月1日 町制改称 門前町  | 昭和29年3月31日 門前町       | 昭和29年3月31日 門前町        | 門前町                       | 門前町                     | 平成18年2月1日 輪島市 | 輪島市 |
| 鳳 至 郡 | 広瀬村         | 広瀬村         | 広瀬村                 | 櫛比村                     | 櫛比村                      | 櫛比村                  | 昭和5年1月1日 町制改称 門前町  | 昭和29年3月31日 門前町       | 昭和29年3月31日 門前町        | 門前町                       | 門前町                     | 平成18年2月1日 輪島市 | 輪島市 |
| 鳳 至 郡 | 本市村         | 本市村         | 本市村                 | 櫛比村                     | 櫛比村                      | 櫛比村                  | 昭和5年1月1日 町制改称 門前町  | 昭和29年3月31日 門前町       | 昭和29年3月31日 門前町        | 門前町                       | 門前町                     | 平成18年2月1日 輪島市 | 輪島市 |
| 鳳 至 郡 | 小石村         | 小石村         | 小石村                 | 櫛比村                     | 櫛比村                      | 櫛比村                  | 昭和5年1月1日 町制改称 門前町  | 昭和29年3月31日 門前町       | 昭和29年3月31日 門前町        | 門前町                       | 門前町                     | 平成18年2月1日 輪島市 | 輪島市 |
| 鳳 至 郡 | 中尾村         | 中尾村         | 明治11年 改称 西中尾村 | 櫛比村                     | 櫛比村                      | 櫛比村                  | 昭和5年1月1日 町制改称 門前町  | 昭和29年3月31日 門前町       | 昭和29年3月31日 門前町        | 門前町                       | 門前町                     | 平成18年2月1日 輪島市 | 輪島市 |
| 鳳 至 郡 | 広岡村         | 広岡村         | 広岡村                 | 櫛比村                     | 櫛比村                      | 櫛比村                  | 昭和5年1月1日 町制改称 門前町  | 昭和29年3月31日 門前町       | 昭和29年3月31日 門前町        | 門前町                       | 門前町                     | 平成18年2月1日 輪島市 | 輪島市 |
| 鳳 至 郡 | 栃木村         | 栃木村         | 栃木村                 | 櫛比村                     | 櫛比村                      | 櫛比村                  | 昭和5年1月1日 町制改称 門前町  | 昭和29年3月31日 門前町       | 昭和29年3月31日 門前町        | 門前町                       | 門前町                     | 平成18年2月1日 輪島市 | 輪島市 |
| 鳳 至 郡 | 館村           | 館村           | 館村                   | 櫛比村                     | 櫛比村                      | 櫛比村                  | 昭和5年1月1日 町制改称 門前町  | 昭和29年3月31日 門前町       | 昭和29年3月31日 門前町        | 門前町                       | 門前町                     | 平成18年2月1日 輪島市 | 輪島市 |
| 鳳 至 郡 | 上河内村       | 上河内村       | 上河内村               | 櫛比村                     | 櫛比村                      | 櫛比村                  | 昭和5年1月1日 町制改称 門前町  | 昭和29年3月31日 門前町       | 昭和29年3月31日 門前町        | 門前町                       | 門前町                     | 平成18年2月1日 輪島市 | 輪島市 |
| 鳳 至 郡 | 小滝村         | 小滝村         | 小滝村                 | 櫛比村                     | 櫛比村                      | 櫛比村                  | 昭和5年1月1日 町制改称 門前町  | 昭和29年3月31日 門前町       | 昭和29年3月31日 門前町        | 門前町                       | 門前町                     | 平成18年2月1日 輪島市 | 輪島市 |
| 鳳 至 郡 | 猿橋村         | 猿橋村         | 猿橋村                 | 櫛比村                     | 櫛比村                      | 櫛比村                  | 昭和5年1月1日 町制改称 門前町  | 昭和29年3月31日 門前町       | 昭和29年3月31日 門前町        | 門前町                       | 門前町                     | 平成18年2月1日 輪島市 | 輪島市 |
| 鳳 至 郡 | 道下村         | 道下村         | 道下村                 | 諸岡村                     | 諸岡村                      | 諸岡村                  | 諸岡村                         | 昭和29年3月31日 門前町       | 昭和29年3月31日 門前町        | 門前町                       | 門前町                     | 平成18年2月1日 輪島市 | 輪島市 |
| 鳳 至 郡 | 鹿磯村         | 鹿磯村         | 鹿磯村                 | 諸岡村                     | 諸岡村                      | 諸岡村                  | 諸岡村                         | 昭和29年3月31日 門前町       | 昭和29年3月31日 門前町        | 門前町                       | 門前町                     | 平成18年2月1日 輪島市 | 輪島市 |
| 鳳 至 郡 | 深見村         | 深見村         | 深見村                 | 諸岡村                     | 諸岡村                      | 諸岡村                  | 諸岡村                         | 昭和29年3月31日 門前町       | 昭和29年3月31日 門前町        | 門前町                       | 門前町                     | 平成18年2月1日 輪島市 | 輪島市 |
| 鳳 至 郡 | 勝田村         | 勝田村         | 勝田村                 | 諸岡村                     | 諸岡村                      | 諸岡村                  | 諸岡村                         | 昭和29年3月31日 門前町       | 昭和29年3月31日 門前町        | 門前町                       | 門前町                     | 平成18年2月1日 輪島市 | 輪島市 |
| 鳳 至 郡 | 六郎木村       | 六郎木村       | 六郎木村               | 諸岡村                     | 諸岡村                      | 諸岡村                  | 諸岡村                         | 昭和29年3月31日 門前町       | 昭和29年3月31日 門前町        | 門前町                       | 門前町                     | 平成18年2月1日 輪島市 | 輪島市 |
| 鳳 至 郡 | 浅生田村       | 浅生田村       | 浅生田村               | 浦上村                     | 浦上村                      | 浦上村                  | 浦上村                         | 昭和29年3月31日 門前町       | 昭和29年3月31日 門前町        | 門前町                       | 門前町                     | 平成18年2月1日 輪島市 | 輪島市 |
| 鳳 至 郡 | 中野屋村       | 中野屋村       | 中野屋村               | 浦上村                     | 浦上村                      | 浦上村                  | 浦上村                         | 昭和29年3月31日 門前町       | 昭和29年3月31日 門前町        | 門前町                       | 門前町                     | 平成18年2月1日 輪島市 | 輪島市 |
| 鳳 至 郡 | 浦上村         | 浦上村         | 浦上村                 | 浦上村                     | 浦上村                      | 浦上村                  | 浦上村                         | 昭和29年3月31日 門前町       | 昭和29年3月31日 門前町        | 門前町                       | 門前町                     | 平成18年2月1日 輪島市 | 輪島市 |
| 鳳 至 郡 | 八幡村         | 八幡村         | 八幡村                 | 浦上村                     | 浦上村                      | 浦上村                  | 浦上村                         | 昭和29年3月31日 門前町       | 昭和29年3月31日 門前町        | 門前町                       | 門前町                     | 平成18年2月1日 輪島市 | 輪島市 |
| 鳳 至 郡 | 宮古場村       | 宮古場村       | 宮古場村               | 浦上村                     | 浦上村                      | 浦上村                  | 浦上村                         | 昭和29年3月31日 門前町       | 昭和29年3月31日 門前町        | 門前町                       | 門前町                     | 平成18年2月1日 輪島市 | 輪島市 |
| 鳳 至 郡 | 円山村         | 円山村         | 明治11年 改称 西円山村 | 浦上村                     | 浦上村                      | 浦上村                  | 浦上村                         | 昭和29年3月31日 門前町       | 昭和29年3月31日 門前町        | 門前町                       | 門前町                     | 平成18年2月1日 輪島市 | 輪島市 |
| 鳳 至 郡 | 田村           | 田村           | 田村                   | 浦上村                     | 浦上村                      | 浦上村                  | 浦上村                         | 昭和29年3月31日 門前町       | 昭和29年3月31日 門前町        | 門前町                       | 門前町                     | 平成18年2月1日 輪島市 | 輪島市 |
| 鳳 至 郡 | 山辺村         | 山辺村         | 山辺村                 | 浦上村                     | 浦上村                      | 浦上村                  | 浦上村                         | 昭和29年3月31日 門前町       | 昭和29年3月31日 門前町        | 門前町                       | 門前町                     | 平成18年2月1日 輪島市 | 輪島市 |
| 鳳 至 郡 | 安代原村       | 安代原村       | 安代原村               | 浦上村                     | 浦上村                      | 浦上村                  | 浦上村                         | 昭和29年3月31日 門前町       | 昭和29年3月31日 門前町        | 門前町                       | 門前町                     | 平成18年2月1日 輪島市 | 輪島市 |
| 鳳 至 郡 | 皆月村         | 皆月村         | 皆月村                 | 七浦村                     | 七浦村                      | 七浦村                  | 七浦村                         | 昭和29年3月31日 門前町       | 昭和29年3月31日 門前町        | 門前町                       | 門前町                     | 平成18年2月1日 輪島市 | 輪島市 |
| 鳳 至 郡 | 餅田村         | 餅田村         | 餅田村                 | 七浦村                     | 七浦村                      | 七浦村                  | 七浦村                         | 昭和29年3月31日 門前町       | 昭和29年3月31日 門前町        | 門前町                       | 門前町                     | 平成18年2月1日 輪島市 | 輪島市 |
| 鳳 至 郡 | 鵜山村         | 鵜山村         | 鵜山村                 | 七浦村                     | 七浦村                      | 七浦村                  | 七浦村                         | 昭和29年3月31日 門前町       | 昭和29年3月31日 門前町        | 門前町                       | 門前町                     | 平成18年2月1日 輪島市 | 輪島市 |
| 鳳 至 郡 | 中谷内村       | 中谷内村       | 中谷内村               | 七浦村                     | 七浦村                      | 七浦村                  | 七浦村                         | 昭和29年3月31日 門前町       | 昭和29年3月31日 門前町        | 門前町                       | 門前町                     | 平成18年2月1日 輪島市 | 輪島市 |
| 鳳 至 郡 | 大滝畠中村     | 大滝畠中村     | 明治初年 改称 大滝村   | 七浦村                     | 七浦村                      | 七浦村                  | 七浦村                         | 昭和29年3月31日 門前町       | 昭和29年3月31日 門前町        | 門前町                       | 門前町                     | 平成18年2月1日 輪島市 | 輪島市 |
| 鳳 至 郡 | 五十洲村       | 五十洲村       | 五十洲村               | 七浦村                     | 七浦村                      | 七浦村                  | 七浦村                         | 昭和29年3月31日 門前町       | 昭和29年3月31日 門前町        | 門前町                       | 門前町                     | 平成18年2月1日 輪島市 | 輪島市 |
| 鳳 至 郡 | 吉浦村         | 吉浦村         | 吉浦村                 | 七浦村                     | 七浦村                      | 七浦村                  | 七浦村                         | 昭和29年3月31日 門前町       | 昭和29年3月31日 門前町        | 門前町                       | 門前町                     | 平成18年2月1日 輪島市 | 輪島市 |
| 鳳 至 郡 | 矢徳荻平村     | 矢徳荻平村     | 明治11年 改称 矢徳村   | 七浦村                     | 七浦村                      | 七浦村                  | 七浦村                         | 昭和29年3月31日 門前町       | 昭和29年3月31日 門前町        | 門前町                       | 門前町                     | 平成18年2月1日 輪島市 | 輪島市 |
| 鳳 至 郡 | 小杉村         | 小杉村         | 小杉村                 | 七浦村                     | 七浦村                      | 七浦村                  | 七浦村                         | 昭和29年3月31日 門前町       | 昭和29年3月31日 門前町        | 門前町                       | 門前町                     | 平成18年2月1日 輪島市 | 輪島市 |
| 鳳 至 郡 | 百成大角間村   | 百成大角間村   | 百成大角間村           | 七浦村                     | 七浦村                      | 七浦村                  | 七浦村                         | 昭和29年3月31日 門前町       | 昭和29年3月31日 門前町        | 門前町                       | 門前町                     | 平成18年2月1日 輪島市 | 輪島市 |
| 鳳 至 郡 | 井守上坂村     | 井守上坂村     | 井守上坂村             | 七浦村                     | 七浦村                      | 七浦村                  | 七浦村                         | 昭和29年3月31日 門前町       | 昭和29年3月31日 門前町        | 門前町                       | 門前町                     | 平成18年2月1日 輪島市 | 輪島市 |
| 鳳 至 郡 | 薄野村         | 薄野村         | 薄野村                 | 七浦村                     | 七浦村                      | 七浦村                  | 七浦村                         | 昭和29年3月31日 門前町       | 昭和29年3月31日 門前町        | 門前町                       | 門前町                     | 平成18年2月1日 輪島市 | 輪島市 |
| 鳳 至 郡 | 暮坂村         | 暮坂村         | 暮坂村                 | 七浦村                     | 七浦村                      | 七浦村                  | 七浦村                         | 昭和29年3月31日 門前町       | 昭和29年3月31日 門前町        | 門前町                       | 門前町                     | 平成18年2月1日 輪島市 | 輪島市 |
| 鳳 至 郡 | 樽見村         | 樽見村         | 樽見村                 | 七浦村                     | 七浦村                      | 七浦村                  | 七浦村                         | 昭和29年3月31日 門前町       | 昭和29年3月31日 門前町        | 門前町                       | 門前町                     | 平成18年2月1日 輪島市 | 輪島市 |
| 鳳 至 郡 | 鑓川村         | 鑓川村         | 鑓川村                 | 本郷村                     | 本郷村                      | 本郷村                  | 本郷村                         | 昭和29年3月31日 門前町       | 昭和29年3月31日 門前町        | 門前町                       | 門前町                     | 平成18年2月1日 輪島市 | 輪島市 |
| 鳳 至 郡 | 堀越村         | 堀越村         | 堀越村                 | 本郷村                     | 本郷村                      | 本郷村                  | 本郷村                         | 昭和29年3月31日 門前町       | 昭和29年3月31日 門前町        | 門前町                       | 門前町                     | 平成18年2月1日 輪島市 | 輪島市 |
| 鳳 至 郡 | 大町村         | 大町村         | 明治11年 改称 東大町村 | 本郷村                     | 本郷村                      | 本郷村                  | 本郷村                         | 昭和29年3月31日 門前町       | 昭和29年3月31日 門前町        | 門前町                       | 門前町                     | 平成18年2月1日 輪島市 | 輪島市 |
| 鳳 至 郡 | 別所村         | 別所村         | 別所村                 | 本郷村                     | 本郷村                      | 本郷村                  | 本郷村                         | 昭和29年3月31日 門前町       | 昭和29年3月31日 門前町        | 門前町                       | 門前町                     | 平成18年2月1日 輪島市 | 輪島市 |
| 鳳 至 郡 | 貝吹村         | 貝吹村         | 貝吹村                 | 本郷村                     | 本郷村                      | 本郷村                  | 本郷村                         | 昭和29年3月31日 門前町       | 昭和29年3月31日 門前町        | 門前町                       | 門前町                     | 平成18年2月1日 輪島市 | 輪島市 |
| 鳳 至 郡 | 荒屋村         | 荒屋村         | 荒屋村                 | 本郷村                     | 本郷村                      | 本郷村                  | 本郷村                         | 昭和29年3月31日 門前町       | 昭和29年3月31日 門前町        | 門前町                       | 門前町                     | 平成18年2月1日 輪島市 | 輪島市 |
| 鳳 至 郡 | 長井坂村       | 長井坂村       | 長井坂村               | 本郷村                     | 本郷村                      | 本郷村                  | 本郷村                         | 昭和29年3月31日 門前町       | 昭和29年3月31日 門前町        | 門前町                       | 門前町                     | 平成18年2月1日 輪島市 | 輪島市 |
| 鳳 至 郡 | 定広村         | 定広村         | 定広村                 | 本郷村                     | 本郷村                      | 本郷村                  | 本郷村                         | 昭和29年3月31日 門前町       | 昭和29年3月31日 門前町        | 門前町                       | 門前町                     | 平成18年2月1日 輪島市 | 輪島市 |
| 鳳 至 郡 | 地原村         | 地原村         | 地原村                 | 本郷村                     | 本郷村                      | 本郷村                  | 本郷村                         | 昭和29年3月31日 門前町       | 昭和29年3月31日 門前町        | 門前町                       | 門前町                     | 平成18年2月1日 輪島市 | 輪島市 |
| 鳳 至 郡 | 百成村         | 百成村         | 百成村                 | 本郷村                     | 本郷村                      | 本郷村                  | 本郷村                         | 昭和29年3月31日 門前町       | 昭和29年3月31日 門前町        | 門前町                       | 門前町                     | 平成18年2月1日 輪島市 | 輪島市 |
| 鳳 至 郡 | 二又川村       | 二又川村       | 二又川村               | 本郷村                     | 本郷村                      | 本郷村                  | 本郷村                         | 昭和29年3月31日 門前町       | 昭和29年3月31日 門前町        | 門前町                       | 門前町                     | 平成18年2月1日 輪島市 | 輪島市 |
| 鳳 至 郡 | 谷口村         | 谷口村         | 谷口村                 | 本郷村                     | 本郷村                      | 本郷村                  | 本郷村                         | 昭和29年3月31日 門前町       | 昭和29年3月31日 門前町        | 門前町                       | 門前町                     | 平成18年2月1日 輪島市 | 輪島市 |
| 鳳 至 郡 | 嶺村           | 嶺村           | 嶺村                   | 本郷村                     | 本郷村                      | 本郷村                  | 本郷村                         | 昭和29年3月31日 門前町       | 昭和29年3月31日 門前町        | 門前町                       | 門前町                     | 平成18年2月1日 輪島市 | 輪島市 |
| 鳳 至 郡 | 俊兼村         | 俊兼村         | 俊兼村                 | 本郷村                     | 本郷村                      | 本郷村                  | 本郷村                         | 昭和29年3月31日 門前町       | 昭和29年3月31日 門前町        | 門前町                       | 門前町                     | 平成18年2月1日 輪島市 | 輪島市 |
| 鳳 至 郡 | 能納屋村       | 能納屋村       | 能納屋村               | 本郷村                     | 本郷村                      | 本郷村                  | 本郷村                         | 昭和29年3月31日 門前町       | 昭和29年3月31日 門前町        | 門前町                       | 門前町                     | 平成18年2月1日 輪島市 | 輪島市 |
| 鳳 至 郡 | 四位村         | 四位村         | 四位村                 | 本郷村                     | 本郷村                      | 本郷村                  | 本郷村                         | 昭和29年3月31日 門前町       | 昭和29年3月31日 門前町        | 門前町                       | 門前町                     | 平成18年2月1日 輪島市 | 輪島市 |
| 鳳 至 郡 | 原村           | 原村           | 原村                   | 本郷村                     | 本郷村                      | 本郷村                  | 本郷村                         | 昭和29年3月31日 門前町       | 昭和29年3月31日 門前町        | 門前町                       | 門前町                     | 平成18年2月1日 輪島市 | 輪島市 |
| 鳳 至 郡 | 滝上村         | 滝上村         | 滝上村                 | 本郷村                     | 本郷村                      | 本郷村                  | 本郷村                         | 昭和29年3月31日 門前町       | 昭和29年3月31日 門前町        | 門前町                       | 門前町                     | 平成18年2月1日 輪島市 | 輪島市 |
| 鳳 至 郡 | 内保村         | 内保村         | 内保村                 | 本郷村                     | 本郷村                      | 本郷村                  | 本郷村                         | 昭和29年3月31日 門前町       | 昭和29年3月31日 門前町        | 門前町                       | 門前町                     | 平成18年2月1日 輪島市 | 輪島市 |
| 鳳 至 郡 | 本内村         | 本内村         | 本内村                 | 本郷村                     | 本郷村                      | 本郷村                  | 本郷村                         | 昭和29年3月31日 門前町       | 昭和29年3月31日 門前町        | 門前町                       | 門前町                     | 平成18年2月1日 輪島市 | 輪島市 |
| 鳳 至 郡 | 平村           | 平村           | 平村                   | 本郷村                     | 本郷村                      | 本郷村                  | 本郷村                         | 昭和29年3月31日 門前町       | 昭和29年3月31日 門前町        | 門前町                       | 門前町                     | 平成18年2月1日 輪島市 | 輪島市 |
| 鳳 至 郡 | 黒島村         | 黒島村         | 黒島村                 | 黒島村                     | 黒島村                      | 黒島村                  | 黒島村                         | 昭和29年3月31日 門前町       | 昭和29年3月31日 門前町        | 門前町                       | 門前町                     | 平成18年2月1日 輪島市 | 輪島市 |
| 鳳 至 郡 | 剱地村         | 剱地村         | 剱地村                 | 剱地村                     | 剱地村                      | 明治41年4月1日 剱地村   | 剱地村                         | 剱地村                       | 剱地村                        | 昭和31年9月30日 門前町に編入 | 門前町                     | 平成18年2月1日 輪島市 | 輪島市 |
| 鳳 至 郡 | 大泊村         | 大泊村         | 大泊村                 | 剱地村                     | 剱地村                      | 明治41年4月1日 剱地村   | 剱地村                         | 剱地村                       | 剱地村                        | 昭和31年9月30日 門前町に編入 | 門前町                     | 平成18年2月1日 輪島市 | 輪島市 |
| 鳳 至 郡 | 赤神村         | 赤神村         | 赤神村                 | 剱地村                     | 剱地村                      | 明治41年4月1日 剱地村   | 剱地村                         | 剱地村                       | 剱地村                        | 昭和31年9月30日 門前町に編入 | 門前町                     | 平成18年2月1日 輪島市 | 輪島市 |
| 鳳 至 郡 | 腰細村         | 腰細村         | 腰細村                 | 剱地村                     | 剱地村                      | 明治41年4月1日 剱地村   | 剱地村                         | 剱地村                       | 剱地村                        | 昭和31年9月30日 門前町に編入 | 門前町                     | 平成18年2月1日 輪島市 | 輪島市 |
| 鳳 至 郡 | 馬場村         | 一部           | 馬場村                 | 剱地村                     | 剱地村                      | 明治41年4月1日 剱地村   | 剱地村                         | 剱地村                       | 剱地村                        | 昭和31年9月30日 門前町に編入 | 門前町                     | 平成18年2月1日 輪島市 | 輪島市 |
| 鳳 至 郡 | 馬場村         | 大部分         | 馬場村                 | 仁岸村                     | 仁岸村                      | 明治41年4月1日 剱地村   | 剱地村                         | 剱地村                       | 剱地村                        | 昭和31年9月30日 門前町に編入 | 門前町                     | 平成18年2月1日 輪島市 | 輪島市 |
| 鳳 至 郡 | 館分村         | 館分村         | 館分村                 | 仁岸村                     | 仁岸村                      | 明治41年4月1日 剱地村   | 剱地村                         | 剱地村                       | 剱地村                        | 昭和31年9月30日 門前町に編入 | 門前町                     | 平成18年2月1日 輪島市 | 輪島市 |
| 鳳 至 郡 | 滝町村         | 滝町村         | 滝町村                 | 仁岸村                     | 仁岸村                      | 明治41年4月1日 剱地村   | 剱地村                         | 剱地村                       | 剱地村                        | 昭和31年9月30日 門前町に編入 | 門前町                     | 平成18年2月1日 輪島市 | 輪島市 |
| 鳳 至 郡 | 中谷村         | 中谷村         | 明治11年 改称 西中谷村 | 仁岸村                     | 仁岸村                      | 明治41年4月1日 剱地村   | 剱地村                         | 剱地村                       | 剱地村                        | 昭和31年9月30日 門前町に編入 | 門前町                     | 平成18年2月1日 輪島市 | 輪島市 |
| 鳳 至 郡 | 馬渡村         | 馬渡村         | 馬渡村                 | 仁岸村                     | 仁岸村                      | 明治41年4月1日 剱地村   | 剱地村                         | 剱地村                       | 剱地村                        | 昭和31年9月30日 門前町に編入 | 門前町                     | 平成18年2月1日 輪島市 | 輪島市 |
| 鳳 至 郡 | 清沢村         | 清沢村         | 清沢村                 | 仁岸村                     | 仁岸村                      | 明治41年4月1日 剱地村   | 剱地村                         | 剱地村                       | 剱地村                        | 昭和31年9月30日 門前町に編入 | 門前町                     | 平成18年2月1日 輪島市 | 輪島市 |
| 鳳 至 郡 | 切挟村         | 切挟村         | 切挟村                 | 仁岸村                     | 仁岸村                      | 明治41年4月1日 剱地村   | 剱地村                         | 剱地村                       | 剱地村                        | 昭和31年9月30日 門前町に編入 | 門前町                     | 平成18年2月1日 輪島市 | 輪島市 |
| 鳳 至 郡 | 神明原村       | 神明原村       | 神明原村               | 仁岸村                     | 仁岸村                      | 明治41年4月1日 剱地村   | 剱地村                         | 剱地村                       | 剱地村                        | 昭和31年9月30日 門前町に編入 | 門前町                     | 平成18年2月1日 輪島市 | 輪島市 |
| 鳳 至 郡 | 久川村         | 久川村         | 久川村                 | 仁岸村                     | 仁岸村                      | 明治41年4月1日 剱地村   | 剱地村                         | 剱地村                       | 剱地村                        | 昭和31年9月30日 門前町に編入 | 門前町                     | 平成18年2月1日 輪島市 | 輪島市 |
| 鳳 至 郡 | 窕村           | 窕村           | 窕村                   | 仁岸村                     | 仁岸村                      | 明治41年4月1日 剱地村   | 剱地村                         | 剱地村                       | 剱地村                        | 昭和31年9月30日 門前町に編入 | 門前町                     | 平成18年2月1日 輪島市 | 輪島市 |
| 鳳 至 郡 | 木原月村       | 木原月村       | 木原月村               | 仁岸村                     | 仁岸村                      | 明治41年4月1日 剱地村   | 剱地村                         | 剱地村                       | 剱地村                        | 昭和31年9月30日 門前町に編入 | 門前町                     | 平成18年2月1日 輪島市 | 輪島市 |
| 鳳 至 郡 | 飯川谷村       | 飯川谷村       | 飯川谷村               | 仁岸村                     | 仁岸村                      | 明治41年4月1日 剱地村   | 剱地村                         | 剱地村                       | 剱地村                        | 昭和31年9月30日 門前町に編入 | 門前町                     | 平成18年2月1日 輪島市 | 輪島市 |
| 鳳 至 郡 | 大釜村         | 大釜村         | 大釜村                 | 仁岸村                     | 仁岸村                      | 明治41年4月1日 剱地村   | 剱地村                         | 剱地村                       | 剱地村                        | 昭和31年9月30日 門前町に編入 | 門前町                     | 平成18年2月1日 輪島市 | 輪島市 |
| 鳳 至 郡 | 上代村         | 上代村         | 上代村                 | 仁岸村                     | 仁岸村                      | 明治41年4月1日 剱地村   | 剱地村                         | 剱地村                       | 剱地村                        | 昭和31年9月30日 門前町に編入 | 門前町                     | 平成18年2月1日 輪島市 | 輪島市 |
| 鳳 至 郡 | 黒岩村         | 黒岩村         | 黒岩村                 | 仁岸村                     | 仁岸村                      | 明治41年4月1日 剱地村   | 剱地村                         | 剱地村                       | 剱地村                        | 昭和31年9月30日 門前町に編入 | 門前町                     | 平成18年2月1日 輪島市 | 輪島市 |
| 鳳 至 郡 | 入山村         | 入山村         | 入山村                 | 仁岸村                     | 仁岸村                      | 明治41年4月1日 剱地村   | 剱地村                         | 剱地村                       | 剱地村                        | 昭和31年9月30日 門前町に編入 | 門前町                     | 平成18年2月1日 輪島市 | 輪島市 |
| 鳳 至 郡 | 渡瀬村         | 渡瀬村         | 渡瀬村                 | 仁岸村                     | 仁岸村                      | 明治41年4月1日 剱地村   | 剱地村                         | 剱地村                       | 剱地村                        | 昭和31年9月30日 門前町に編入 | 門前町                     | 平成18年2月1日 輪島市 | 輪島市 |
| 鳳 至 郡 | 池田村         | 池田村         | 池田村                 | 阿岸村                     | 阿岸村                      | 明治41年4月1日 剱地村   | 剱地村                         | 剱地村                       | 剱地村                        | 昭和31年9月30日 門前町に編入 | 門前町                     | 平成18年2月1日 輪島市 | 輪島市 |
| 鳳 至 郡 | 藤浜村         | 藤浜村         | 藤浜村                 | 阿岸村                     | 阿岸村                      | 明治41年4月1日 剱地村   | 剱地村                         | 剱地村                       | 剱地村                        | 昭和31年9月30日 門前町に編入 | 門前町                     | 平成18年2月1日 輪島市 | 輪島市 |
| 鳳 至 郡 | 白禿村         | 白禿村         | 白禿村                 | 阿岸村                     | 阿岸村                      | 明治41年4月1日 剱地村   | 剱地村                         | 剱地村                       | 剱地村                        | 昭和31年9月30日 門前町に編入 | 門前町                     | 平成18年2月1日 輪島市 | 輪島市 |
| 鳳 至 郡 | 大切村         | 大切村         | 大切村                 | 阿岸村                     | 阿岸村                      | 明治41年4月1日 剱地村   | 剱地村                         | 剱地村                       | 剱地村                        | 昭和31年9月30日 門前町に編入 | 門前町                     | 平成18年2月1日 輪島市 | 輪島市 |
| 鳳 至 郡 | 二又村         | 二又村         | 二又村                 | 阿岸村                     | 阿岸村                      | 明治41年4月1日 剱地村   | 剱地村                         | 剱地村                       | 剱地村                        | 昭和31年9月30日 門前町に編入 | 門前町                     | 平成18年2月1日 輪島市 | 輪島市 |
| 鳳 至 郡 | 小山村         | 小山村         | 小山村                 | 阿岸村                     | 阿岸村                      | 明治41年4月1日 剱地村   | 剱地村                         | 剱地村                       | 剱地村                        | 昭和31年9月30日 門前町に編入 | 門前町                     | 平成18年2月1日 輪島市 | 輪島市 |
| 鳳 至 郡 | 椎木村         | 椎木村         | 椎木村                 | 阿岸村                     | 阿岸村                      | 明治41年4月1日 剱地村   | 剱地村                         | 剱地村                       | 剱地村                        | 昭和31年9月30日 門前町に編入 | 門前町                     | 平成18年2月1日 輪島市 | 輪島市 |
| 鳳 至 郡 | 中田村         | 中田村         | 中田村                 | 阿岸村                     | 阿岸村                      | 明治41年4月1日 剱地村   | 剱地村                         | 剱地村                       | 剱地村                        | 昭和31年9月30日 門前町に編入 | 門前町                     | 平成18年2月1日 輪島市 | 輪島市 |
| 鳳 至 郡 | 江崎村         | 江崎村         | 江崎村                 | 阿岸村                     | 阿岸村                      | 明治41年4月1日 剱地村   | 剱地村                         | 剱地村                       | 剱地村                        | 昭和31年9月30日 門前町に編入 | 門前町                     | 平成18年2月1日 輪島市 | 輪島市 |
| 鳳 至 郡 | 南村           | 南村           | 南村                   | 阿岸村                     | 阿岸村                      | 明治41年4月1日 剱地村   | 剱地村                         | 剱地村                       | 剱地村                        | 昭和31年9月30日 門前町に編入 | 門前町                     | 平成18年2月1日 輪島市 | 輪島市 |
| 鳳 至 郡 | 千代村         | 千代村         | 千代村                 | 阿岸村                     | 阿岸村                      | 明治41年4月1日 剱地村   | 剱地村                         | 剱地村                       | 剱地村                        | 昭和31年9月30日 門前町に編入 | 門前町                     | 平成18年2月1日 輪島市 | 輪島市 |
| 鳳 至 郡 | 是清村         | 是清村         | 是清村                 | 阿岸村                     | 阿岸村                      | 明治41年4月1日 剱地村   | 剱地村                         | 剱地村                       | 剱地村                        | 昭和31年9月30日 門前町に編入 | 門前町                     | 平成18年2月1日 輪島市 | 輪島市 |
| 鳳 至 郡 | 山是清村       | 山是清村       | 山是清村               | 阿岸村                     | 阿岸村                      | 明治41年4月1日 剱地村   | 剱地村                         | 剱地村                       | 剱地村                        | 昭和31年9月30日 門前町に編入 | 門前町                     | 平成18年2月1日 輪島市 | 輪島市 |
| 鳳 至 郡 | 北川村         | 北川村         | 北川村                 | 阿岸村                     | 阿岸村                      | 明治41年4月1日 剱地村   | 剱地村                         | 剱地村                       | 剱地村                        | 昭和31年9月30日 門前町に編入 | 門前町                     | 平成18年2月1日 輪島市 | 輪島市 |
| 鳳 至 郡 | 新町分村       | 新町分村       | 新町分村               | 阿岸村                     | 阿岸村                      | 明治41年4月1日 剱地村   | 剱地村                         | 剱地村                       | 剱地村                        | 昭和31年9月30日 門前町に編入 | 門前町                     | 平成18年2月1日 輪島市 | 輪島市 |
| 鳳 至 郡 | 鍛冶屋村       | 鍛冶屋村       | 鍛冶屋村               | 阿岸村                     | 阿岸村                      | 明治41年4月1日 剱地村   | 剱地村                         | 剱地村                       | 剱地村                        | 昭和31年9月30日 門前町に編入 | 門前町                     | 平成18年2月1日 輪島市 | 輪島市 |
| 鳳 至 郡 | 川島村         | 川島村         | 川島村                 | 穴水村                     | 明治36年8月10日 町制 穴水町 | 明治41年4月1日 穴水町   | 穴水町                         | 昭和29年3月31日 穴水町       | 穴水町                        | 穴水町                       | 穴水町                     | 穴水町                | 穴水町 |
| 鳳 至 郡 | 大町村         | 大町村         | 大町村                 | 穴水村                     | 明治36年8月10日 町制 穴水町 | 明治41年4月1日 穴水町   | 穴水町                         | 昭和29年3月31日 穴水町       | 穴水町                        | 穴水町                       | 穴水町                     | 穴水町                | 穴水町 |
| 鳳 至 郡 | 七海村         | 七海村         | 七海村                 | 穴水村                     | 明治36年8月10日 町制 穴水町 | 明治41年4月1日 穴水町   | 穴水町                         | 昭和29年3月31日 穴水町       | 穴水町                        | 穴水町                       | 穴水町                     | 穴水町                | 穴水町 |
| 鳳 至 郡 | 七海村         | 七海村         | 明治11年 改称 北七海村 | 穴水村                     | 明治36年8月10日 町制 穴水町 | 明治41年4月1日 穴水町   | 穴水町                         | 昭和29年3月31日 穴水町       | 穴水町                        | 穴水町                       | 穴水町                     | 穴水町                | 穴水町 |
| 鳳 至 郡 | 内浦村         | 内浦村         | 内浦村                 | 穴水村                     | 明治36年8月10日 町制 穴水町 | 明治41年4月1日 穴水町   | 穴水町                         | 昭和29年3月31日 穴水町       | 穴水町                        | 穴水町                       | 穴水町                     | 穴水町                | 穴水町 |
| 鳳 至 郡 | 平野村         | 平野村         | 平野村                 | 穴水村                     | 明治36年8月10日 町制 穴水町 | 明治41年4月1日 穴水町   | 穴水町                         | 昭和29年3月31日 穴水町       | 穴水町                        | 穴水町                       | 穴水町                     | 穴水町                | 穴水町 |
| 鳳 至 郡 | 此木村         | 此木村         | 此木村                 | 穴水村                     | 明治36年8月10日 町制 穴水町 | 明治41年4月1日 穴水町   | 穴水町                         | 昭和29年3月31日 穴水町       | 穴水町                        | 穴水町                       | 穴水町                     | 穴水町                | 穴水町 |
| 鳳 至 郡 | 天神谷村       | 天神谷村       | 天神谷村               | 穴水村                     | 明治36年8月10日 町制 穴水町 | 明治41年4月1日 穴水町   | 穴水町                         | 昭和29年3月31日 穴水町       | 穴水町                        | 穴水町                       | 穴水町                     | 穴水町                | 穴水町 |
| 鳳 至 郡 | 麦ヶ浦村       | 麦ヶ浦村       | 麦ヶ浦村               | 穴水村                     | 明治36年8月10日 町制 穴水町 | 明治41年4月1日 穴水町   | 穴水町                         | 昭和29年3月31日 穴水町       | 穴水町                        | 穴水町                       | 穴水町                     | 穴水町                | 穴水町 |
| 鳳 至 郡 | 汁谷村         | 汁谷村         | 汁谷村                 | 東保村                     | 東保村                      | 明治41年4月1日 穴水町   | 穴水町                         | 昭和29年3月31日 穴水町       | 穴水町                        | 穴水町                       | 穴水町                     | 穴水町                | 穴水町 |
| 鳳 至 郡 | 上唐川村       | 上唐川村       | 上唐川村               | 東保村                     | 東保村                      | 明治41年4月1日 穴水町   | 穴水町                         | 昭和29年3月31日 穴水町       | 穴水町                        | 穴水町                       | 穴水町                     | 穴水町                | 穴水町 |
| 鳳 至 郡 | 下唐川村       | 下唐川村       | 下唐川村               | 東保村                     | 東保村                      | 明治41年4月1日 穴水町   | 穴水町                         | 昭和29年3月31日 穴水町       | 穴水町                        | 穴水町                       | 穴水町                     | 穴水町                | 穴水町 |
| 鳳 至 郡 | 挾石村         | 挾石村         | 挾石村                 | 東保村                     | 東保村                      | 明治41年4月1日 穴水町   | 穴水町                         | 昭和29年3月31日 穴水町       | 穴水町                        | 穴水町                       | 穴水町                     | 穴水町                | 穴水町 |
| 鳳 至 郡 | 小又村         | 小又村         | 小又村                 | 東保村                     | 東保村                      | 明治41年4月1日 穴水町   | 穴水町                         | 昭和29年3月31日 穴水町       | 穴水町                        | 穴水町                       | 穴水町                     | 穴水町                | 穴水町 |
| 鳳 至 郡 | 地蔵坊村       | 地蔵坊村       | 地蔵坊村               | 東保村                     | 東保村                      | 明治41年4月1日 穴水町   | 穴水町                         | 昭和29年3月31日 穴水町       | 穴水町                        | 穴水町                       | 穴水町                     | 穴水町                | 穴水町 |
| 鳳 至 郡 | 上野村         | 上野村         | 上野村                 | 東保村                     | 東保村                      | 明治41年4月1日 穴水町   | 穴水町                         | 昭和29年3月31日 穴水町       | 穴水町                        | 穴水町                       | 穴水町                     | 穴水町                | 穴水町 |
| 鳳 至 郡 | 河内村         | 河内村         | 河内村                 | 東保村                     | 東保村                      | 明治41年4月1日 穴水町   | 穴水町                         | 昭和29年3月31日 穴水町       | 穴水町                        | 穴水町                       | 穴水町                     | 穴水町                | 穴水町 |
| 鳳 至 郡 | 越渡村         | 越渡村         | 越渡村                 | 東保村                     | 東保村                      | 明治41年4月1日 穴水町   | 穴水町                         | 昭和29年3月31日 穴水町       | 穴水町                        | 穴水町                       | 穴水町                     | 穴水町                | 穴水町 |
| 鳳 至 郡 | 大角間村       | 大角間村       | 大角間村               | 東保村                     | 東保村                      | 明治41年4月1日 穴水町   | 穴水町                         | 昭和29年3月31日 穴水町       | 穴水町                        | 穴水町                       | 穴水町                     | 穴水町                | 穴水町 |
| 鳳 至 郡 | 上中村         | 上中村         | 上中村                 | 東保村                     | 東保村                      | 明治41年4月1日 穴水町   | 穴水町                         | 昭和29年3月31日 穴水町       | 穴水町                        | 穴水町                       | 穴水町                     | 穴水町                | 穴水町 |
| 鳳 至 郡 | 桂谷村         | 桂谷村         | 桂谷村                 | 東保村                     | 東保村                      | 明治41年4月1日 穴水町   | 穴水町                         | 昭和29年3月31日 穴水町       | 穴水町                        | 穴水町                       | 穴水町                     | 穴水町                | 穴水町 |
| 鳳 至 郡 | 宇留地村       | 宇留地村       | 宇留地村               | 東保村                     | 東保村                      | 明治41年4月1日 穴水町   | 穴水町                         | 昭和29年3月31日 穴水町       | 穴水町                        | 穴水町                       | 穴水町                     | 穴水町                | 穴水町 |
| 鳳 至 郡 | 鹿路村         | 鹿路村         | 鹿路村                 | 東保村                     | 東保村                      | 明治41年4月1日 穴水町   | 穴水町                         | 昭和29年3月31日 穴水町       | 穴水町                        | 穴水町                       | 穴水町                     | 穴水町                | 穴水町 |
| 鳳 至 郡 | 鵜島村         | 鵜島村         | 鵜島村                 | 島崎村                     | 島崎村                      | 明治41年4月1日 穴水町   | 穴水町                         | 昭和29年3月31日 穴水町       | 穴水町                        | 穴水町                       | 穴水町                     | 穴水町                | 穴水町 |
| 鳳 至 郡 | 乙ヶ崎村       | 乙ヶ崎村       | 乙ヶ崎村               | 島崎村                     | 島崎村                      | 明治41年4月1日 穴水町   | 穴水町                         | 昭和29年3月31日 穴水町       | 穴水町                        | 穴水町                       | 穴水町                     | 穴水町                | 穴水町 |
| 鳳 至 郡 | 新崎村         | 新崎村         | 新崎村                 | 島崎村                     | 島崎村                      | 明治41年4月1日 穴水町   | 穴水町                         | 昭和29年3月31日 穴水町       | 穴水町                        | 穴水町                       | 穴水町                     | 穴水町                | 穴水町 |
| 鳳 至 郡 | 志ヶ浦村       | 志ヶ浦村       | 志ヶ浦村               | 島崎村                     | 島崎村                      | 明治41年4月1日 穴水町   | 穴水町                         | 昭和29年3月31日 穴水町       | 穴水町                        | 穴水町                       | 穴水町                     | 穴水町                | 穴水町 |
| 鳳 至 郡 | 根木村         | 根木村         | 根木村                 | 島崎村                     | 島崎村                      | 明治41年4月1日 穴水町   | 穴水町                         | 昭和29年3月31日 穴水町       | 穴水町                        | 穴水町                       | 穴水町                     | 穴水町                | 穴水町 |
| 鳳 至 郡 | 鹿島村         | 鹿島村         | 鹿島村                 | 島崎村                     | 島崎村                      | 明治41年4月1日 穴水町   | 穴水町                         | 昭和29年3月31日 穴水町       | 穴水町                        | 穴水町                       | 穴水町                     | 穴水町                | 穴水町 |
| 鳳 至 郡 | 曽福村         | 曽福村         | 曽福村                 | 島崎村                     | 島崎村                      | 明治41年4月1日 穴水町   | 穴水町                         | 昭和29年3月31日 穴水町       | 穴水町                        | 穴水町                       | 穴水町                     | 穴水町                | 穴水町 |
| 鳳 至 郡 | 甲村           | 甲村           | 甲村                   | 兜村                       | 兜村                        | 兜村                    | 兜村                           | 昭和29年3月31日 穴水町       | 穴水町                        | 穴水町                       | 穴水町                     | 穴水町                | 穴水町 |
| 鳳 至 郡 | 曽良村         | 曽良村         | 曽良村                 | 兜村                       | 兜村                        | 兜村                    | 兜村                           | 昭和29年3月31日 穴水町       | 穴水町                        | 穴水町                       | 穴水町                     | 穴水町                | 穴水町 |
| 鳳 至 郡 | 鹿波村         | 鹿波村         | 鹿波村                 | 兜村                       | 兜村                        | 兜村                    | 兜村                           | 昭和29年3月31日 穴水町       | 穴水町                        | 穴水町                       | 穴水町                     | 穴水町                | 穴水町 |
| 鳳 至 郡 | 山中村         | 山中村         | 山中村                 | 兜村                       | 兜村                        | 兜村                    | 兜村                           | 昭和29年3月31日 穴水町       | 穴水町                        | 穴水町                       | 穴水町                     | 穴水町                | 穴水町 |
| 鳳 至 郡 | 波志借村       | 波志借村       | 波志借村               | 南北村                     | 南北村                      | 南北村                  | 昭和8年7月1日 住吉村           | 昭和29年3月31日 穴水町       | 穴水町                        | 穴水町                       | 穴水町                     | 穴水町                | 穴水町 |
| 鳳 至 郡 | 梶村           | 梶村           | 梶村                   | 南北村                     | 南北村                      | 南北村                  | 昭和8年7月1日 住吉村           | 昭和29年3月31日 穴水町       | 穴水町                        | 穴水町                       | 穴水町                     | 穴水町                | 穴水町 |
| 鳳 至 郡 | 比良村         | 比良村         | 比良村                 | 南北村                     | 南北村                      | 南北村                  | 昭和8年7月1日 住吉村           | 昭和29年3月31日 穴水町       | 穴水町                        | 穴水町                       | 穴水町                     | 穴水町                | 穴水町 |
| 鳳 至 郡 | 川尻村         | 川尻村         | 川尻村                 | 南北村                     | 南北村                      | 南北村                  | 昭和8年7月1日 住吉村           | 昭和29年3月31日 穴水町       | 穴水町                        | 穴水町                       | 穴水町                     | 穴水町                | 穴水町 |
| 鳳 至 郡 | 岩車村         | 岩車村         | 岩車村                 | 南北村                     | 南北村                      | 南北村                  | 昭和8年7月1日 住吉村           | 昭和29年3月31日 穴水町       | 穴水町                        | 穴水町                       | 穴水町                     | 穴水町                | 穴水町 |
| 鳳 至 郡 | 伊久留村       | 伊久留村       | 伊久留村               | 南北村                     | 南北村                      | 南北村                  | 昭和8年7月1日 住吉村           | 昭和29年3月31日 穴水町       | 穴水町                        | 穴水町                       | 穴水町                     | 穴水町                | 穴水町 |
| 鳳 至 郡 | 菅谷村         | 菅谷村         | 菅谷村                 | 南北村                     | 南北村                      | 南北村                  | 昭和8年7月1日 住吉村           | 昭和29年3月31日 穴水町       | 穴水町                        | 穴水町                       | 穴水町                     | 穴水町                | 穴水町 |
| 鳳 至 郡 | 樟谷村         | 樟谷村         | 樟谷村                 | 南北村                     | 南北村                      | 南北村                  | 昭和8年7月1日 住吉村           | 昭和29年3月31日 穴水町       | 穴水町                        | 穴水町                       | 穴水町                     | 穴水町                | 穴水町 |
| 鳳 至 郡 | 木原村         | 木原村         | 木原村                 | 南北村                     | 南北村                      | 南北村                  | 昭和8年7月1日 住吉村           | 昭和29年3月31日 穴水町       | 穴水町                        | 穴水町                       | 穴水町                     | 穴水町                | 穴水町 |
| 鳳 至 郡 | 藤巻村         | 藤巻村         | 藤巻村                 | 南北村                     | 南北村                      | 南北村                  | 昭和8年7月1日 住吉村           | 昭和29年3月31日 穴水町       | 穴水町                        | 穴水町                       | 穴水町                     | 穴水町                | 穴水町 |
| 鳳 至 郡 | 曽山村         | 曽山村         | 曽山村                 | 南北村                     | 南北村                      | 南北村                  | 昭和8年7月1日 住吉村           | 昭和29年3月31日 穴水町       | 穴水町                        | 穴水町                       | 穴水町                     | 穴水町                | 穴水町 |
| 鳳 至 郡 | 中谷村         | 中谷村         | 明治11年 改称 東中谷村 | 南北村                     | 南北村                      | 南北村                  | 昭和8年7月1日 住吉村           | 昭和29年3月31日 穴水町       | 穴水町                        | 穴水町                       | 穴水町                     | 穴水町                | 穴水町 |
| 鳳 至 郡 | 中居村         | 中居村         | 中居村                 | 中居村                     | 中居村                      | 中居村                  | 昭和8年7月1日 住吉村           | 昭和29年3月31日 穴水町       | 穴水町                        | 穴水町                       | 穴水町                     | 穴水町                | 穴水町 |
| 鳳 至 郡 | 中居南村       | 中居南村       | 中居南村               | 中居村                     | 中居村                      | 中居村                  | 昭和8年7月1日 住吉村           | 昭和29年3月31日 穴水町       | 穴水町                        | 穴水町                       | 穴水町                     | 穴水町                | 穴水町 |
| 鳳 至 郡 | 太田川村       | 太田川村       | 明治7年 竹太村         | 諸橋村                     | 諸橋村                      | 諸橋村                  | 諸橋村                         | 昭和30年3月10日 穴水町に編入 | 穴水町                        | 穴水町                       | 穴水町                     | 穴水町                | 穴水町 |
| 鳳 至 郡 | 竹原村         |                | 明治7年 竹太村         | 諸橋村                     | 諸橋村                      | 諸橋村                  | 諸橋村                         | 昭和30年3月10日 穴水町に編入 | 穴水町                        | 穴水町                       | 穴水町                     | 穴水町                | 穴水町 |
| 鳳 至 郡 | 古君村         | 古君村         | 古君村                 | 諸橋村                     | 諸橋村                      | 諸橋村                  | 諸橋村                         | 昭和30年3月10日 穴水町に編入 | 穴水町                        | 穴水町                       | 穴水町                     | 穴水町                | 穴水町 |
| 鳳 至 郡 | 明千寺村       | 明千寺村       | 明千寺村               | 諸橋村                     | 諸橋村                      | 諸橋村                  | 諸橋村                         | 昭和30年3月10日 穴水町に編入 | 穴水町                        | 穴水町                       | 穴水町                     | 穴水町                | 穴水町 |
| 鳳 至 郡 | 宇加川村       | 宇加川村       | 宇加川村               | 諸橋村                     | 諸橋村                      | 諸橋村                  | 諸橋村                         | 昭和30年3月10日 穴水町に編入 | 穴水町                        | 穴水町                       | 穴水町                     | 穴水町                | 穴水町 |
| 鳳 至 郡 | 前波村         | 前波村         | 前波村                 | 諸橋村                     | 諸橋村                      | 諸橋村                  | 諸橋村                         | 昭和30年3月10日 穴水町に編入 | 穴水町                        | 穴水町                       | 穴水町                     | 穴水町                | 穴水町 |
| 鳳 至 郡 | 沖波村         | 沖波村         | 沖波村                 | 諸橋村                     | 諸橋村                      | 諸橋村                  | 諸橋村                         | 昭和30年3月10日 穴水町に編入 | 穴水町                        | 穴水町                       | 穴水町                     | 穴水町                | 穴水町 |
| 鳳 至 郡 | 鵜川村         | 鵜川村         | 鵜川村                 | 鵜川村                     | 鵜川村                      | 明治41年4月1日 鵜川村   | 昭和14年11月3日 町制 鵜川町    | 鵜川町                       | 鵜川町                        | 昭和31年9月30日 能都町に編入 | 能登町 の一部              | 能登町の一部          | 能登町 |
| 鳳 至 郡 | 七海村         | 七海村         | 明治11年 改称 七見村   | 鵜川村                     | 鵜川村                      | 明治41年4月1日 鵜川村   | 昭和14年11月3日 町制 鵜川町    | 鵜川町                       | 鵜川町                        | 昭和31年9月30日 能都町に編入 | 能登町 の一部              | 能登町の一部          | 能登町 |
| 鳳 至 郡 | 小垣村         | 小垣村         | 小垣村                 | 鵜川村                     | 鵜川村                      | 明治41年4月1日 鵜川村   | 昭和14年11月3日 町制 鵜川町    | 鵜川町                       | 鵜川町                        | 昭和31年9月30日 能都町に編入 | 能登町 の一部              | 能登町の一部          | 能登町 |
| 鳳 至 郡 | 八之田村       | 八之田村       | 明治8年 瑞穂村         | 山田村                     | 山田村                      | 明治41年4月1日 鵜川村   | 昭和14年11月3日 町制 鵜川町    | 鵜川町                       | 鵜川町                        | 昭和31年9月30日 能都町に編入 | 能登町 の一部              | 能登町の一部          | 能登町 |
| 鳳 至 郡 | 西安寺村       |                | 明治8年 瑞穂村         | 山田村                     | 山田村                      | 明治41年4月1日 鵜川村   | 昭和14年11月3日 町制 鵜川町    | 鵜川町                       | 鵜川町                        | 昭和31年9月30日 能都町に編入 | 能登町 の一部              | 能登町の一部          | 能登町 |
| 鳳 至 郡 | 院内村         |                | 明治8年 瑞穂村         | 山田村                     | 山田村                      | 明治41年4月1日 鵜川村   | 昭和14年11月3日 町制 鵜川町    | 鵜川町                       | 鵜川町                        | 昭和31年9月30日 能都町に編入 | 能登町 の一部              | 能登町の一部          | 能登町 |
| 鳳 至 郡 | 谷屋村         | 谷屋村         | 明治8年 柿生村         | 山田村                     | 山田村                      | 明治41年4月1日 鵜川村   | 昭和14年11月3日 町制 鵜川町    | 鵜川町                       | 鵜川町                        | 昭和31年9月30日 能都町に編入 | 能登町 の一部              | 能登町の一部          | 能登町 |
| 鳳 至 郡 | 神道村         |                | 明治8年 柿生村         | 山田村                     | 山田村                      | 明治41年4月1日 鵜川村   | 昭和14年11月3日 町制 鵜川町    | 鵜川町                       | 鵜川町                        | 昭和31年9月30日 能都町に編入 | 能登町 の一部              | 能登町の一部          | 能登町 |
| 鳳 至 郡 | 吉谷村         |                | 明治8年 柿生村         | 山田村                     | 山田村                      | 明治41年4月1日 鵜川村   | 昭和14年11月3日 町制 鵜川町    | 鵜川町                       | 鵜川町                        | 昭和31年9月30日 能都町に編入 | 能登町 の一部              | 能登町の一部          | 能登町 |
| 鳳 至 郡 | 木住村         | 木住村         | 明治8年 山田村         | 山田村                     | 山田村                      | 明治41年4月1日 鵜川村   | 昭和14年11月3日 町制 鵜川町    | 鵜川町                       | 鵜川町                        | 昭和31年9月30日 能都町に編入 | 能登町 の一部              | 能登町の一部          | 能登町 |
| 鳳 至 郡 | 山口村         |                | 明治8年 山田村         | 山田村                     | 山田村                      | 明治41年4月1日 鵜川村   | 昭和14年11月3日 町制 鵜川町    | 鵜川町                       | 鵜川町                        | 昭和31年9月30日 能都町に編入 | 能登町 の一部              | 能登町の一部          | 能登町 |
| 鳳 至 郡 | 三田村         |                | 明治8年 山田村         | 山田村                     | 山田村                      | 明治41年4月1日 鵜川村   | 昭和14年11月3日 町制 鵜川町    | 鵜川町                       | 鵜川町                        | 昭和31年9月30日 能都町に編入 | 能登町 の一部              | 能登町の一部          | 能登町 |
| 鳳 至 郡 | 番頭谷村       |                | 明治8年 山田村         | 山田村                     | 山田村                      | 明治41年4月1日 鵜川村   | 昭和14年11月3日 町制 鵜川町    | 鵜川町                       | 鵜川町                        | 昭和31年9月30日 能都町に編入 | 能登町 の一部              | 能登町の一部          | 能登町 |
| 鳳 至 郡 | 魚地村         | 魚地村         | 明治8年 宮地村         | 山田村                     | 山田村                      | 明治41年4月1日 鵜川村   | 昭和14年11月3日 町制 鵜川町    | 鵜川町                       | 鵜川町                        | 昭和31年9月30日 能都町に編入 | 能登町 の一部              | 能登町の一部          | 能登町 |
| 鳳 至 郡 | 宮谷村         |                | 明治8年 宮地村         | 山田村                     | 山田村                      | 明治41年4月1日 鵜川村   | 昭和14年11月3日 町制 鵜川町    | 鵜川町                       | 鵜川町                        | 昭和31年9月30日 能都町に編入 | 能登町 の一部              | 能登町の一部          | 能登町 |
| 鳳 至 郡 | 竜村           | 竜村           | 明治8年 鮭屋村         | 山田村                     | 山田村                      | 明治41年4月1日 鵜川村   | 昭和14年11月3日 町制 鵜川町    | 鵜川町                       | 鵜川町                        | 昭和31年9月30日 能都町に編入 | 能登町 の一部              | 能登町の一部          | 能登町 |
| 鳳 至 郡 | 坂尻村         |                | 明治8年 鮭屋村         | 山田村                     | 山田村                      | 明治41年4月1日 鵜川村   | 昭和14年11月3日 町制 鵜川町    | 鵜川町                       | 鵜川町                        | 昭和31年9月30日 能都町に編入 | 能登町 の一部              | 能登町の一部          | 能登町 |
| 鳳 至 郡 | 下代村         |                | 明治8年 鮭屋村         | 山田村                     | 山田村                      | 明治41年4月1日 鵜川村   | 昭和14年11月3日 町制 鵜川町    | 鵜川町                       | 鵜川町                        | 昭和31年9月30日 能都町に編入 | 能登町 の一部              | 能登町の一部          | 能登町 |
| 鳳 至 郡 | 柏木村         | 柏木村         | 柏木村                 | 山田村                     | 山田村                      | 明治41年4月1日 鵜川村   | 昭和14年11月3日 町制 鵜川町    | 鵜川町                       | 鵜川町                        | 昭和31年9月30日 能都町に編入 | 能登町 の一部              | 能登町の一部          | 能登町 |
| 鳳 至 郡 | 本江村         | 本江村         | 明治8年 本木村         | 山田村                     | 山田村                      | 明治41年4月1日 鵜川村   | 昭和14年11月3日 町制 鵜川町    | 鵜川町                       | 鵜川町                        | 昭和31年9月30日 能都町に編入 | 能登町 の一部              | 能登町の一部          | 能登町 |
| 鳳 至 郡 | 木戸村         |                | 明治8年 本木村         | 山田村                     | 山田村                      | 明治41年4月1日 鵜川村   | 昭和14年11月3日 町制 鵜川町    | 鵜川町                       | 鵜川町                        | 昭和31年9月30日 能都町に編入 | 能登町 の一部              | 能登町の一部          | 能登町 |
| 鳳 至 郡 | 武連村         | 武連村         | 武連村                 | 山田村                     | 山田村                      | 明治41年4月1日 鵜川村   | 昭和14年11月3日 町制 鵜川町    | 鵜川町                       | 鵜川町                        | 昭和31年9月30日 能都町に編入 | 能登町 の一部              | 能登町の一部          | 能登町 |
| 鳳 至 郡 | 太田原村       | 太田原村       | 太田原村               | 山田村                     | 山田村                      | 明治41年4月1日 鵜川村   | 昭和14年11月3日 町制 鵜川町    | 鵜川町                       | 鵜川町                        | 昭和31年9月30日 能都町に編入 | 能登町 の一部              | 能登町の一部          | 能登町 |
| 鳳 至 郡 | 俎倉村         | 俎倉村         | 俎倉村                 | 山田村                     | 山田村                      | 明治41年4月1日 鵜川村   | 昭和14年11月3日 町制 鵜川町    | 鵜川町                       | 鵜川町                        | 昭和31年9月30日 能都町に編入 | 能登町 の一部              | 能登町の一部          | 能登町 |
| 鳳 至 郡 | 鴨川村         | 鴨川村         | 鴨川村                 | 柳田村                     | 柳田村                      | 明治41年4月1日 柳田村   | 柳田村                         | 柳田村                       | 柳田村                        | 柳田村                       | 能登町 の一部              | 能登町の一部          | 能登町 |
| 鳳 至 郡 | 国光村         | 国光村         | 国光村                 | 柳田村                     | 柳田村                      | 明治41年4月1日 柳田村   | 柳田村                         | 柳田村                       | 柳田村                        | 柳田村                       | 能登町 の一部              | 能登町の一部          | 能登町 |
| 鳳 至 郡 | 石井村         | 石井村         | 石井村                 | 柳田村                     | 柳田村                      | 明治41年4月1日 柳田村   | 柳田村                         | 柳田村                       | 柳田村                        | 柳田村                       | 能登町 の一部              | 能登町の一部          | 能登町 |
| 鳳 至 郡 | 柳田村         | 柳田村         | 柳田村                 | 柳田村                     | 柳田村                      | 明治41年4月1日 柳田村   | 柳田村                         | 柳田村                       | 柳田村                        | 柳田村                       | 能登町 の一部              | 能登町の一部          | 能登町 |
| 鳳 至 郡 | 桐畑村         | 桐畑村         | 桐畑村                 | 柳田村                     | 柳田村                      | 明治41年4月1日 柳田村   | 柳田村                         | 柳田村                       | 柳田村                        | 柳田村                       | 能登町 の一部              | 能登町の一部          | 能登町 |
| 鳳 至 郡 | 笹川村         | 笹川村         | 笹川村                 | 柳田村                     | 柳田村                      | 明治41年4月1日 柳田村   | 柳田村                         | 柳田村                       | 柳田村                        | 柳田村                       | 能登町 の一部              | 能登町の一部          | 能登町 |
| 鳳 至 郡 | 長尾村         | 長尾村         | 長尾村                 | 柳田村                     | 柳田村                      | 明治41年4月1日 柳田村   | 柳田村                         | 柳田村                       | 柳田村                        | 柳田村                       | 能登町 の一部              | 能登町の一部          | 能登町 |
| 鳳 至 郡 | 鈴ヶ嶺村       | 鈴ヶ嶺村       | 鈴ヶ嶺村               | 柳田村                     | 柳田村                      | 明治41年4月1日 柳田村   | 柳田村                         | 柳田村                       | 柳田村                        | 柳田村                       | 能登町 の一部              | 能登町の一部          | 能登町 |
| 鳳 至 郡 | 小間生村       | 小間生村       | 小間生村               | 柳田村                     | 柳田村                      | 明治41年4月1日 柳田村   | 柳田村                         | 柳田村                       | 柳田村                        | 柳田村                       | 能登町 の一部              | 能登町の一部          | 能登町 |
| 鳳 至 郡 | 久田村         | 久田村         | 久田村                 | 上町村                     | 上町村                      | 明治41年4月1日 柳田村   | 柳田村                         | 柳田村                       | 柳田村                        | 柳田村                       | 能登町 の一部              | 能登町の一部          | 能登町 |
| 鳳 至 郡 | 合鹿村         | 合鹿村         | 合鹿村                 | 上町村                     | 上町村                      | 明治41年4月1日 柳田村   | 柳田村                         | 柳田村                       | 柳田村                        | 柳田村                       | 能登町 の一部              | 能登町の一部          | 能登町 |
| 鳳 至 郡 | 久亀屋村       | 久亀屋村       | 明治8年 上町村         | 上町村                     | 上町村                      | 明治41年4月1日 柳田村   | 柳田村                         | 柳田村                       | 柳田村                        | 柳田村                       | 能登町 の一部              | 能登町の一部          | 能登町 |
| 鳳 至 郡 | 本江村         |                | 明治8年 上町村         | 上町村                     | 上町村                      | 明治41年4月1日 柳田村   | 柳田村                         | 柳田村                       | 柳田村                        | 柳田村                       | 能登町 の一部              | 能登町の一部          | 能登町 |
| 鳳 至 郡 | 天坂村         | 天坂村         | 天坂村                 | 上町村                     | 上町村                      | 明治41年4月1日 柳田村   | 柳田村                         | 柳田村                       | 柳田村                        | 柳田村                       | 能登町 の一部              | 能登町の一部          | 能登町 |
| 鳳 至 郡 | 寺分村         | 寺分村         | 寺分村                 | 上町村                     | 上町村                      | 明治41年4月1日 柳田村   | 柳田村                         | 柳田村                       | 柳田村                        | 柳田村                       | 能登町 の一部              | 能登町の一部          | 能登町 |
| 鳳 至 郡 | 五郎左衛門分村 | 五郎左衛門分村 | 五郎左衛門分村         | 上町村                     | 上町村                      | 明治41年4月1日 柳田村   | 柳田村                         | 柳田村                       | 柳田村                        | 柳田村                       | 能登町 の一部              | 能登町の一部          | 能登町 |
| 鳳 至 郡 | 当目村         | 当目村         | 当目村                 | 岩井戸村                   | 岩井戸村                    | 明治41年4月1日 柳田村   | 柳田村                         | 柳田村                       | 柳田村                        | 柳田村                       | 能登町 の一部              | 能登町の一部          | 能登町 |
| 鳳 至 郡 | 大箱村         | 大箱村         | 大箱村                 | 岩井戸村                   | 岩井戸村                    | 明治41年4月1日 柳田村   | 柳田村                         | 柳田村                       | 柳田村                        | 柳田村                       | 能登町 の一部              | 能登町の一部          | 能登町 |
| 鳳 至 郡 | 黒川村         | 黒川村         | 黒川村                 | 岩井戸村                   | 岩井戸村                    | 明治41年4月1日 柳田村   | 柳田村                         | 柳田村                       | 柳田村                        | 柳田村                       | 能登町 の一部              | 能登町の一部          | 能登町 |
| 鳳 至 郡 | 五十里村       | 五十里村       | 五十里村               | 岩井戸村                   | 岩井戸村                    | 明治41年4月1日 柳田村   | 柳田村                         | 柳田村                       | 柳田村                        | 柳田村                       | 能登町 の一部              | 能登町の一部          | 能登町 |
| 鳳 至 郡 | 十郎原村       | 十郎原村       | 十郎原村               | 岩井戸村                   | 岩井戸村                    | 明治41年4月1日 柳田村   | 柳田村                         | 柳田村                       | 柳田村                        | 柳田村                       | 能登町 の一部              | 能登町の一部          | 能登町 |
| 鳳 至 郡 | 河内村         | 河内村         | 明治11年 改称 北河内村 | 岩井戸村                   | 岩井戸村                    | 明治41年4月1日 柳田村   | 柳田村                         | 柳田村                       | 柳田村                        | 柳田村                       | 能登町 の一部              | 能登町の一部          | 能登町 |
| 鳳 至 郡 | 神和住村       | 神和住村       | 神和住村               | 神野村                     | 神野村                      | 神野村                  | 神野村                         | 昭和30年3月25日 柳田村に編入 | 柳田村                        | 柳田村                       | 能登町 の一部              | 能登町の一部          | 能登町 |
| 鳳 至 郡 | 中斎村         | 中斎村         | 中斎村                 | 神野村                     | 神野村                      | 神野村                  | 神野村                         | 昭和30年3月25日 柳田村に編入 | 柳田村                        | 柳田村                       | 能登町 の一部              | 能登町の一部          | 能登町 |
| 鳳 至 郡 | 藤之瀬村       | 藤之瀬村       | 藤之瀬村               | 神野村                     | 神野村                      | 神野村                  | 神野村                         | 昭和30年3月25日 鳳至郡能都町 | 能都町                        | 能都町                       | 能登町 の一部              | 能登町の一部          | 能登町 |
| 鳳 至 郡 | 宇加塚村       | 宇加塚村       | 宇加塚村               | 神野村                     | 神野村                      | 神野村                  | 神野村                         | 昭和30年3月25日 鳳至郡能都町 | 能都町                        | 能都町                       | 能登町 の一部              | 能登町の一部          | 能登町 |
| 鳳 至 郡 | 曽又村         | 曽又村         | 曽又村                 | 神野村                     | 神野村                      | 神野村                  | 神野村                         | 昭和30年3月25日 鳳至郡能都町 | 能都町                        | 能都町                       | 能登町 の一部              | 能登町の一部          | 能登町 |
| 鳳 至 郡 | 鶴町村         | 鶴町村         | 鶴町村                 | 神野村                     | 神野村                      | 神野村                  | 神野村                         | 昭和30年3月25日 鳳至郡能都町 | 能都町                        | 能都町                       | 能登町 の一部              | 能登町の一部          | 能登町 |
| 鳳 至 郡 | 宇出津村       | 宇出津村       | 宇出津村               | 宇出津町                   | 宇出津町                    | 宇出津町                | 宇出津町                       | 昭和30年3月25日 鳳至郡能都町 | 能都町                        | 能都町                       | 能登町 の一部              | 能登町の一部          | 能登町 |
| 鳳 至 郡 | 宇出津新町     | 宇出津新町     | 宇出津新町             | 宇出津町                   | 宇出津町                    | 宇出津町                | 宇出津町                       | 昭和30年3月25日 鳳至郡能都町 | 能都町                        | 能都町                       | 能登町 の一部              | 能登町の一部          | 能登町 |
| 鳳 至 郡 | 宇出津山分村   | 宇出津山分村   | 宇出津山分村           | 宇出津町                   | 宇出津町                    | 宇出津町                | 宇出津町                       | 昭和30年3月25日 鳳至郡能都町 | 能都町                        | 能都町                       | 能登町 の一部              | 能登町の一部          | 能登町 |
| 鳳 至 郡 | 藤波村         | 藤波村         | 藤波村                 | 三波村                     | 三波村                      | 三波村                  | 三波村                         | 昭和30年3月25日 鳳至郡能都町 | 能都町                        | 能都町                       | 能登町 の一部              | 能登町の一部          | 能登町 |
| 鳳 至 郡 | 波並村         | 波並村         | 波並村                 | 三波村                     | 三波村                      | 三波村                  | 三波村                         | 昭和30年3月25日 鳳至郡能都町 | 能都町                        | 能都町                       | 能登町 の一部              | 能登町の一部          | 能登町 |
| 鳳 至 郡 | 矢波村         | 矢波村         | 矢波村                 | 三波村                     | 三波村                      | 三波村                  | 三波村                         | 昭和30年3月25日 鳳至郡能都町 | 能都町                        | 能都町                       | 能登町 の一部              | 能登町の一部          | 能登町 |
| 珠 洲 郡 | 真脇村         | 真脇村         | 真脇村                 | 高倉村                     | 高倉村                      | 明治40年10月15日 小木村 | 大正10年1月1日 町制 小木町     | 昭和30年3月25日 鳳至郡能都町 | 能都町                        | 能都町                       | 能登町 の一部              | 能登町の一部          | 能登町 |
| 珠 洲 郡 | 小浦村         | 小浦村         | 小浦村                 | 高倉村                     | 高倉村                      | 明治40年10月15日 小木村 | 大正10年1月1日 町制 小木町     | 昭和30年3月25日 鳳至郡能都町 | 能都町                        | 能都町                       | 能登町 の一部              | 能登町の一部          | 能登町 |
| 珠 洲 郡 | 羽根村         | 羽根村         | 羽根村                 | 高倉村                     | 高倉村                      | 明治40年10月15日 小木村 | 大正10年1月1日 町制 小木町     | 昭和30年3月25日 鳳至郡能都町 | 能都町                        | 能都町                       | 能登町 の一部              | 能登町の一部          | 能登町 |
| 珠 洲 郡 | 大沢村         | 大沢村         | 大沢村                 | 高倉村                     | 高倉村                      | 明治40年10月15日 小木村 | 大正10年1月1日 町制 小木町     | 昭和30年3月25日 鳳至郡能都町 | 能都町                        | 能都町                       | 能登町 の一部              | 能登町の一部          | 能登町 |
| 珠 洲 郡 | 小木村         | 小木村         | 小木村                 | 小木村                     | 小木村                      | 明治40年10月15日 小木村 | 大正10年1月1日 町制 小木町     | 昭和30年3月25日 鳳至郡能都町 | 昭和30年10月10日 松波町に編入 | 昭和33年12月1日 改称 内浦町  | 能登町 の一部              | 能登町の一部          | 能登町 |
| 珠 洲 郡 | 市之瀬村       | 市之瀬村       | 市之瀬村               | 小木村                     | 小木村                      | 明治40年10月15日 小木村 | 大正10年1月1日 町制 小木町     | 昭和30年3月25日 鳳至郡能都町 | 昭和30年10月10日 松波町に編入 | 昭和33年12月1日 改称 内浦町  | 能登町 の一部              | 能登町の一部          | 能登町 |
| 珠 洲 郡 | 越坂村         | 越坂村         | 越坂村                 | 小木村                     | 小木村                      | 明治40年10月15日 小木村 | 大正10年1月1日 町制 小木町     | 昭和30年3月25日 鳳至郡能都町 | 昭和30年10月10日 松波町に編入 | 昭和33年12月1日 改称 内浦町  | 能登町 の一部              | 能登町の一部          | 能登町 |
| 珠 洲 郡 | 松波村         | 松波村         | 松波村                 | 松波村                     | 松波村                      | 明治40年10月15日 木郎村 | 昭和23年5月1日 町制改称 松波町 | 松波町                       | 松波町                        | 昭和33年12月1日 改称 内浦町  | 能登町 の一部              | 能登町の一部          | 能登町 |
| 珠 洲 郡 | 上村           | 上村           | 上村                   | 松波村                     | 松波村                      | 明治40年10月15日 木郎村 | 昭和23年5月1日 町制改称 松波町 | 松波町                       | 松波町                        | 昭和33年12月1日 改称 内浦町  | 能登町 の一部              | 能登町の一部          | 能登町 |
| 珠 洲 郡 | 布浦村         | 布浦村         | 布浦村                 | 松波村                     | 松波村                      | 明治40年10月15日 木郎村 | 昭和23年5月1日 町制改称 松波町 | 松波町                       | 松波町                        | 昭和33年12月1日 改称 内浦町  | 能登町 の一部              | 能登町の一部          | 能登町 |
| 珠 洲 郡 | 恋路村         | 恋路村         | 恋路村                 | 松波村                     | 松波村                      | 明治40年10月15日 木郎村 | 昭和23年5月1日 町制改称 松波町 | 松波町                       | 松波町                        | 昭和33年12月1日 改称 内浦町  | 能登町 の一部              | 能登町の一部          | 能登町 |
| 珠 洲 郡 | 時長村         | 時長村         | 時長村                 | 木郎村                     | 木郎村                      | 明治40年10月15日 木郎村 | 昭和23年5月1日 町制改称 松波町 | 松波町                       | 松波町                        | 昭和33年12月1日 改称 内浦町  | 能登町 の一部              | 能登町の一部          | 能登町 |
| 珠 洲 郡 | 行延村         | 行延村         | 行延村                 | 木郎村                     | 木郎村                      | 明治40年10月15日 木郎村 | 昭和23年5月1日 町制改称 松波町 | 松波町                       | 松波町                        | 昭和33年12月1日 改称 内浦町  | 能登町 の一部              | 能登町の一部          | 能登町 |
| 珠 洲 郡 | 不動寺村       | 不動寺村       | 不動寺村               | 木郎村                     | 木郎村                      | 明治40年10月15日 木郎村 | 昭和23年5月1日 町制改称 松波町 | 松波町                       | 松波町                        | 昭和33年12月1日 改称 内浦町  | 能登町 の一部              | 能登町の一部          | 能登町 |
| 珠 洲 郡 | 宮犬村         | 宮犬村         | 宮犬村                 | 木郎村                     | 木郎村                      | 明治40年10月15日 木郎村 | 昭和23年5月1日 町制改称 松波町 | 松波町                       | 松波町                        | 昭和33年12月1日 改称 内浦町  | 能登町 の一部              | 能登町の一部          | 能登町 |
| 珠 洲 郡 | 国重村         | 国重村         | 国重村                 | 木郎村                     | 木郎村                      | 明治40年10月15日 木郎村 | 昭和23年5月1日 町制改称 松波町 | 松波町                       | 松波町                        | 昭和33年12月1日 改称 内浦町  | 能登町 の一部              | 能登町の一部          | 能登町 |
| 珠 洲 郡 | 山中村         | 山中村         | 山中村                 | 木郎村                     | 木郎村                      | 明治40年10月15日 木郎村 | 昭和23年5月1日 町制改称 松波町 | 松波町                       | 松波町                        | 昭和33年12月1日 改称 内浦町  | 能登町 の一部              | 能登町の一部          | 能登町 |
| 珠 洲 郡 | 満泉寺村       | 満泉寺村       | 満泉寺村               | 木郎村                     | 木郎村                      | 明治40年10月15日 木郎村 | 昭和23年5月1日 町制改称 松波町 | 松波町                       | 松波町                        | 昭和33年12月1日 改称 内浦町  | 能登町 の一部              | 能登町の一部          | 能登町 |
| 珠 洲 郡 | 田代村         | 田代村         | 田代村                 | 木郎村                     | 木郎村                      | 明治40年10月15日 木郎村 | 昭和23年5月1日 町制改称 松波町 | 松波町                       | 松波町                        | 昭和33年12月1日 改称 内浦町  | 能登町 の一部              | 能登町の一部          | 能登町 |
| 珠 洲 郡 | 滝ノ坊村       | 滝ノ坊村       | 滝ノ坊村               | 木郎村                     | 木郎村                      | 明治40年10月15日 木郎村 | 昭和23年5月1日 町制改称 松波町 | 松波町                       | 松波町                        | 昭和33年12月1日 改称 内浦町  | 能登町 の一部              | 能登町の一部          | 能登町 |
| 珠 洲 郡 | 駒渡村         | 駒渡村         | 駒渡村                 | 木郎村                     | 木郎村                      | 明治40年10月15日 木郎村 | 昭和23年5月1日 町制改称 松波町 | 松波町                       | 松波町                        | 昭和33年12月1日 改称 内浦町  | 能登町 の一部              | 能登町の一部          | 能登町 |
| 珠 洲 郡 | 立壁村         | 立壁村         | 立壁村                 | 宮崎村                     | 宮崎村                      | 明治40年10月15日 木郎村 | 昭和23年5月1日 町制改称 松波町 | 松波町                       | 松波町                        | 昭和33年12月1日 改称 内浦町  | 能登町 の一部              | 能登町の一部          | 能登町 |
| 珠 洲 郡 | 四方山村       | 四方山村       | 四方山村               | 宮崎村                     | 宮崎村                      | 明治40年10月15日 木郎村 | 昭和23年5月1日 町制改称 松波町 | 松波町                       | 松波町                        | 昭和33年12月1日 改称 内浦町  | 能登町 の一部              | 能登町の一部          | 能登町 |
| 珠 洲 郡 | 九里川尻村     | 九里川尻村     | 九里川尻村             | 宮崎村                     | 宮崎村                      | 明治40年10月15日 木郎村 | 昭和23年5月1日 町制改称 松波町 | 松波町                       | 松波町                        | 昭和33年12月1日 改称 内浦町  | 能登町 の一部              | 能登町の一部          | 能登町 |
| 珠 洲 郡 | 秋吉村         | 秋吉村         | 秋吉村                 | 宮崎村                     | 宮崎村                      | 明治40年10月15日 木郎村 | 昭和23年5月1日 町制改称 松波町 | 松波町                       | 松波町                        | 昭和33年12月1日 改称 内浦町  | 能登町 の一部              | 能登町の一部          | 能登町 |
| 珠 洲 郡 | 清真村         | 清真村         | 清真村                 | 宮崎村                     | 宮崎村                      | 明治40年10月15日 木郎村 | 昭和23年5月1日 町制改称 松波町 | 松波町                       | 松波町                        | 昭和33年12月1日 改称 内浦町  | 能登町 の一部              | 能登町の一部          | 能登町 |
| 珠 洲 郡 | 白丸村         | 白丸村         | 白丸村                 | 宮崎村                     | 宮崎村                      | 明治40年10月15日 木郎村 | 昭和23年5月1日 町制改称 松波町 | 松波町                       | 松波町                        | 昭和33年12月1日 改称 内浦町  | 能登町 の一部              | 能登町の一部          | 能登町 |
| 珠 洲 郡 | 長尾村         | 長尾村         | 長尾村                 | 宮崎村                     | 宮崎村                      | 明治40年10月15日 木郎村 | 昭和23年5月1日 町制改称 松波町 | 松波町                       | 松波町                        | 昭和33年12月1日 改称 内浦町  | 能登町 の一部              | 能登町の一部          | 能登町 |
| 珠 洲 郡 | 新保村         | 新保村         | 新保村                 | 宮崎村                     | 宮崎村                      | 明治40年10月15日 木郎村 | 昭和23年5月1日 町制改称 松波町 | 松波町                       | 松波町                        | 昭和33年12月1日 改称 内浦町  | 能登町 の一部              | 能登町の一部          | 能登町 |
| 珠 洲 郡 | 河ヶ谷村       | 河ヶ谷村       | 河ヶ谷村               | 宮崎村                     | 宮崎村                      | 明治40年10月15日 木郎村 | 昭和23年5月1日 町制改称 松波町 | 松波町                       | 松波町                        | 昭和33年12月1日 改称 内浦町  | 能登町 の一部              | 能登町の一部          | 能登町 |
| 珠 洲 郡 | 飯田町         | 飯田町         | 飯田町                 | 飯田町                     | 飯田町                      | 飯田町                  | 飯田町                         | 昭和29年7月15日 珠洲市       | 昭和29年7月15日 珠洲市        | 珠洲市                       | 珠洲市                     | 珠洲市                | 珠洲市 |
| 珠 洲 郡 | 正院村         | 正院村         | 正院村                 | 正院村                     | 正院村                      | 正院村                  | 昭和16年11月3日 町制 正院町    | 昭和29年7月15日 珠洲市       | 昭和29年7月15日 珠洲市        | 珠洲市                       | 珠洲市                     | 珠洲市                | 珠洲市 |
| 珠 洲 郡 | 川尻村         | 川尻村         | 川尻村                 | 正院村                     | 正院村                      | 正院村                  | 昭和16年11月3日 町制 正院町    | 昭和29年7月15日 珠洲市       | 昭和29年7月15日 珠洲市        | 珠洲市                       | 珠洲市                     | 珠洲市                | 珠洲市 |
| 珠 洲 郡 | 飯塚村         | 飯塚村         | 飯塚村                 | 正院村                     | 正院村                      | 正院村                  | 昭和16年11月3日 町制 正院町    | 昭和29年7月15日 珠洲市       | 昭和29年7月15日 珠洲市        | 珠洲市                       | 珠洲市                     | 珠洲市                | 珠洲市 |
| 珠 洲 郡 | 小路村         | 小路村         | 小路村                 | 正院村                     | 正院村                      | 正院村                  | 昭和16年11月3日 町制 正院町    | 昭和29年7月15日 珠洲市       | 昭和29年7月15日 珠洲市        | 珠洲市                       | 珠洲市                     | 珠洲市                | 珠洲市 |
| 珠 洲 郡 | 岡田村         | 岡田村         | 岡田村                 | 正院村                     | 正院村                      | 正院村                  | 昭和16年11月3日 町制 正院町    | 昭和29年7月15日 珠洲市       | 昭和29年7月15日 珠洲市        | 珠洲市                       | 珠洲市                     | 珠洲市                | 珠洲市 |
| 珠 洲 郡 | 北方村         | 北方村         | 北方村                 | 上戸村                     | 上戸村                      | 上戸村                  | 上戸村                         | 昭和29年7月15日 珠洲市       | 昭和29年7月15日 珠洲市        | 珠洲市                       | 珠洲市                     | 珠洲市                | 珠洲市 |
| 珠 洲 郡 | 南方村         | 南方村         | 南方村                 | 上戸村                     | 上戸村                      | 上戸村                  | 上戸村                         | 昭和29年7月15日 珠洲市       | 昭和29年7月15日 珠洲市        | 珠洲市                       | 珠洲市                     | 珠洲市                | 珠洲市 |
| 珠 洲 郡 | 寺社村         | 寺社村         | 寺社村                 | 上戸村                     | 上戸村                      | 上戸村                  | 上戸村                         | 昭和29年7月15日 珠洲市       | 昭和29年7月15日 珠洲市        | 珠洲市                       | 珠洲市                     | 珠洲市                | 珠洲市 |
| 珠 洲 郡 | 鹿野村         | 鹿野村         | 明治8年 野々江村       | 直村                       | 直村                        | 直村                    | 直村                           | 昭和29年7月15日 珠洲市       | 昭和29年7月15日 珠洲市        | 珠洲市                       | 珠洲市                     | 珠洲市                | 珠洲市 |
| 珠 洲 郡 | 本江寺新村     |                | 明治8年 野々江村       | 直村                       | 直村                        | 直村                    | 直村                           | 昭和29年7月15日 珠洲市       | 昭和29年7月15日 珠洲市        | 珠洲市                       | 珠洲市                     | 珠洲市                | 珠洲市 |
| 珠 洲 郡 | 熊谷村         | 熊谷村         | 熊谷村                 | 直村                       | 直村                        | 直村                    | 直村                           | 昭和29年7月15日 珠洲市       | 昭和29年7月15日 珠洲市        | 珠洲市                       | 珠洲市                     | 珠洲市                | 珠洲市 |
| 珠 洲 郡 | 岩坂村         | 岩坂村         | 岩坂村                 | 直村                       | 直村                        | 直村                    | 直村                           | 昭和29年7月15日 珠洲市       | 昭和29年7月15日 珠洲市        | 珠洲市                       | 珠洲市                     | 珠洲市                | 珠洲市 |
| 珠 洲 郡 | 蛸島村         | 蛸島村         | 蛸島村                 | 蛸島村                     | 蛸島村                      | 蛸島村                  | 蛸島村                         | 昭和29年7月15日 珠洲市       | 昭和29年7月15日 珠洲市        | 珠洲市                       | 珠洲市                     | 珠洲市                | 珠洲市 |
| 珠 洲 郡 | 黒丸村         | 黒丸村         | 明治11年 改称 南黒丸村 | 鵜島村                     | 鵜島村                      | 明治41年8月15日 宝立村  | 昭和15年8月15日 町制 宝立町    | 昭和29年7月15日 珠洲市       | 昭和29年7月15日 珠洲市        | 珠洲市                       | 珠洲市                     | 珠洲市                | 珠洲市 |
| 珠 洲 郡 | 鵜島村         | 鵜島村         | 鵜島村                 | 鵜島村                     | 鵜島村                      | 明治41年8月15日 宝立村  | 昭和15年8月15日 町制 宝立町    | 昭和29年7月15日 珠洲市       | 昭和29年7月15日 珠洲市        | 珠洲市                       | 珠洲市                     | 珠洲市                | 珠洲市 |
| 珠 洲 郡 | 宗玄村         | 宗玄村         | 宗玄村                 | 鵜島村                     | 鵜島村                      | 明治41年8月15日 宝立村  | 昭和15年8月15日 町制 宝立町    | 昭和29年7月15日 珠洲市       | 昭和29年7月15日 珠洲市        | 珠洲市                       | 珠洲市                     | 珠洲市                | 珠洲市 |
| 珠 洲 郡 | 堂谷村         | 堂谷村         | 明治8年 春日野村       | 見付村                     | 見付村                      | 明治41年8月15日 宝立村  | 昭和15年8月15日 町制 宝立町    | 昭和29年7月15日 珠洲市       | 昭和29年7月15日 珠洲市        | 珠洲市                       | 珠洲市                     | 珠洲市                | 珠洲市 |
| 珠 洲 郡 | 下鳥越村       |                | 明治8年 春日野村       | 見付村                     | 見付村                      | 明治41年8月15日 宝立村  | 昭和15年8月15日 町制 宝立町    | 昭和29年7月15日 珠洲市       | 昭和29年7月15日 珠洲市        | 珠洲市                       | 珠洲市                     | 珠洲市                | 珠洲市 |
| 珠 洲 郡 | 法住寺村       |                | 明治8年 春日野村       | 見付村                     | 見付村                      | 明治41年8月15日 宝立村  | 昭和15年8月15日 町制 宝立町    | 昭和29年7月15日 珠洲市       | 昭和29年7月15日 珠洲市        | 珠洲市                       | 珠洲市                     | 珠洲市                | 珠洲市 |
| 珠 洲 郡 | 鵜飼村         | 鵜飼村         | 鵜飼村                 | 見付村                     | 見付村                      | 明治41年8月15日 宝立村  | 昭和15年8月15日 町制 宝立町    | 昭和29年7月15日 珠洲市       | 昭和29年7月15日 珠洲市        | 珠洲市                       | 珠洲市                     | 珠洲市                | 珠洲市 |
| 珠 洲 郡 | 金峯寺村       | 金峯寺村       | 金峯寺村               | 見付村                     | 見付村                      | 明治41年8月15日 宝立村  | 昭和15年8月15日 町制 宝立町    | 昭和29年7月15日 珠洲市       | 昭和29年7月15日 珠洲市        | 珠洲市                       | 珠洲市                     | 珠洲市                | 珠洲市 |
| 珠 洲 郡 | 鳥越村         | 鳥越村         | 明治8年 橿原村         | 黒峰村                     | 黒峰村                      | 明治41年8月15日 宝立村  | 昭和15年8月15日 町制 宝立町    | 昭和29年7月15日 珠洲市       | 昭和29年7月15日 珠洲市        | 珠洲市                       | 珠洲市                     | 珠洲市                | 珠洲市 |
| 珠 洲 郡 | 広国村         |                | 明治8年 橿原村         | 黒峰村                     | 黒峰村                      | 明治41年8月15日 宝立村  | 昭和15年8月15日 町制 宝立町    | 昭和29年7月15日 珠洲市       | 昭和29年7月15日 珠洲市        | 珠洲市                       | 珠洲市                     | 珠洲市                | 珠洲市 |
| 珠 洲 郡 | 西方寺村       |                | 明治8年 橿原村         | 黒峰村                     | 黒峰村                      | 明治41年8月15日 宝立村  | 昭和15年8月15日 町制 宝立町    | 昭和29年7月15日 珠洲市       | 昭和29年7月15日 珠洲市        | 珠洲市                       | 珠洲市                     | 珠洲市                | 珠洲市 |
| 珠 洲 郡 | 大町泥木村     | 大町泥木村     | 大町泥木村             | 黒峰村                     | 黒峰村                      | 明治41年8月15日 宝立村  | 昭和15年8月15日 町制 宝立町    | 昭和29年7月15日 珠洲市       | 昭和29年7月15日 珠洲市        | 珠洲市                       | 珠洲市                     | 珠洲市                | 珠洲市 |
| 珠 洲 郡 | 馬渡村         | 馬渡村         | 馬渡村                 | 黒峰村                     | 黒峰村                      | 明治41年8月15日 宝立村  | 昭和15年8月15日 町制 宝立町    | 昭和29年7月15日 珠洲市       | 昭和29年7月15日 珠洲市        | 珠洲市                       | 珠洲市                     | 珠洲市                | 珠洲市 |
| 珠 洲 郡 | 出田村         | 出田村         | 出田村                 | 東若山村                   | 東若山村                    | 明治41年8月15日 若山村  | 若山村                         | 昭和29年7月15日 珠洲市       | 昭和29年7月15日 珠洲市        | 珠洲市                       | 珠洲市                     | 珠洲市                | 珠洲市 |
| 珠 洲 郡 | 広栗村         | 広栗村         | 広栗村                 | 東若山村                   | 東若山村                    | 明治41年8月15日 若山村  | 若山村                         | 昭和29年7月15日 珠洲市       | 昭和29年7月15日 珠洲市        | 珠洲市                       | 珠洲市                     | 珠洲市                | 珠洲市 |
| 珠 洲 郡 | 経念村         | 経念村         | 経念村                 | 東若山村                   | 東若山村                    | 明治41年8月15日 若山村  | 若山村                         | 昭和29年7月15日 珠洲市       | 昭和29年7月15日 珠洲市        | 珠洲市                       | 珠洲市                     | 珠洲市                | 珠洲市 |
| 珠 洲 郡 | 鈴内村         | 鈴内村         | 鈴内村                 | 東若山村                   | 東若山村                    | 明治41年8月15日 若山村  | 若山村                         | 昭和29年7月15日 珠洲市       | 昭和29年7月15日 珠洲市        | 珠洲市                       | 珠洲市                     | 珠洲市                | 珠洲市 |
| 珠 洲 郡 | 古蔵村         | 古蔵村         | 古蔵村                 | 東若山村                   | 東若山村                    | 明治41年8月15日 若山村  | 若山村                         | 昭和29年7月15日 珠洲市       | 昭和29年7月15日 珠洲市        | 珠洲市                       | 珠洲市                     | 珠洲市                | 珠洲市 |
| 珠 洲 郡 | 中田村         | 中田村         | 中田村                 | 東若山村                   | 東若山村                    | 明治41年8月15日 若山村  | 若山村                         | 昭和29年7月15日 珠洲市       | 昭和29年7月15日 珠洲市        | 珠洲市                       | 珠洲市                     | 珠洲市                | 珠洲市 |
| 珠 洲 郡 | 火宮村         | 火宮村         | 火宮村                 | 東若山村                   | 東若山村                    | 明治41年8月15日 若山村  | 若山村                         | 昭和29年7月15日 珠洲市       | 昭和29年7月15日 珠洲市        | 珠洲市                       | 珠洲市                     | 珠洲市                | 珠洲市 |
| 珠 洲 郡 | 延武村         | 延武村         | 延武村                 | 西若山村                   | 西若山村                    | 明治41年8月15日 若山村  | 若山村                         | 昭和29年7月15日 珠洲市       | 昭和29年7月15日 珠洲市        | 珠洲市                       | 珠洲市                     | 珠洲市                | 珠洲市 |
| 珠 洲 郡 | 内山村         | 内山村         | 内山村                 | 西若山村                   | 西若山村                    | 明治41年8月15日 若山村  | 若山村                         | 昭和29年7月15日 珠洲市       | 昭和29年7月15日 珠洲市        | 珠洲市                       | 珠洲市                     | 珠洲市                | 珠洲市 |
| 珠 洲 郡 | 国兼村         | 国兼村         | 国兼村                 | 西若山村                   | 西若山村                    | 明治41年8月15日 若山村  | 若山村                         | 昭和29年7月15日 珠洲市       | 昭和29年7月15日 珠洲市        | 珠洲市                       | 珠洲市                     | 珠洲市                | 珠洲市 |
| 珠 洲 郡 | 大坊村         | 大坊村         | 大坊村                 | 西若山村                   | 西若山村                    | 明治41年8月15日 若山村  | 若山村                         | 昭和29年7月15日 珠洲市       | 昭和29年7月15日 珠洲市        | 珠洲市                       | 珠洲市                     | 珠洲市                | 珠洲市 |
| 珠 洲 郡 | 中村           | 中村           | 中村                   | 西若山村                   | 西若山村                    | 明治41年8月15日 若山村  | 若山村                         | 昭和29年7月15日 珠洲市       | 昭和29年7月15日 珠洲市        | 珠洲市                       | 珠洲市                     | 珠洲市                | 珠洲市 |
| 珠 洲 郡 | 上正力村       | 上正力村       | 上正力村               | 西若山村                   | 西若山村                    | 明治41年8月15日 若山村  | 若山村                         | 昭和29年7月15日 珠洲市       | 昭和29年7月15日 珠洲市        | 珠洲市                       | 珠洲市                     | 珠洲市                | 珠洲市 |
| 珠 洲 郡 | 宗末村         | 宗末村         | 宗末村                 | 西若山村                   | 西若山村                    | 明治41年8月15日 若山村  | 若山村                         | 昭和29年7月15日 珠洲市       | 昭和29年7月15日 珠洲市        | 珠洲市                       | 珠洲市                     | 珠洲市                | 珠洲市 |
| 珠 洲 郡 | 二子村         | 二子村         | 二子村                 | 西若山村                   | 西若山村                    | 明治41年8月15日 若山村  | 若山村                         | 昭和29年7月15日 珠洲市       | 昭和29年7月15日 珠洲市        | 珠洲市                       | 珠洲市                     | 珠洲市                | 珠洲市 |
| 珠 洲 郡 | 吉ヶ池村       | 吉ヶ池村       | 吉ヶ池村               | 西若山村                   | 西若山村                    | 明治41年8月15日 若山村  | 若山村                         | 昭和29年7月15日 珠洲市       | 昭和29年7月15日 珠洲市        | 珠洲市                       | 珠洲市                     | 珠洲市                | 珠洲市 |
| 珠 洲 郡 | 北山村         | 北山村         | 北山村                 | 西若山村                   | 西若山村                    | 明治41年8月15日 若山村  | 若山村                         | 昭和29年7月15日 珠洲市       | 昭和29年7月15日 珠洲市        | 珠洲市                       | 珠洲市                     | 珠洲市                | 珠洲市 |
| 珠 洲 郡 | 黒丸村         | 黒丸村         | 明治11年 改称 上黒丸村 | 西若山村                   | 西若山村                    | 明治41年8月15日 若山村  | 若山村                         | 昭和29年7月15日 珠洲市       | 昭和29年7月15日 珠洲市        | 珠洲市                       | 珠洲市                     | 珠洲市                | 珠洲市 |
| 珠 洲 郡 | 南山村         | 南山村         | 南山村                 | 西若山村                   | 西若山村                    | 明治41年8月15日 若山村  | 若山村                         | 昭和29年7月15日 珠洲市       | 昭和29年7月15日 珠洲市        | 珠洲市                       | 珠洲市                     | 珠洲市                | 珠洲市 |
| 珠 洲 郡 | 白滝村         | 白滝村         | 白滝村                 | 西若山村                   | 西若山村                    | 明治41年8月15日 若山村  | 若山村                         | 昭和29年7月15日 珠洲市       | 昭和29年7月15日 珠洲市        | 珠洲市                       | 珠洲市                     | 珠洲市                | 珠洲市 |
| 珠 洲 郡 | 洲巻村         | 洲巻村         | 洲巻村                 | 西若山村                   | 西若山村                    | 明治41年8月15日 若山村  | 若山村                         | 昭和29年7月15日 珠洲市       | 昭和29年7月15日 珠洲市        | 珠洲市                       | 珠洲市                     | 珠洲市                | 珠洲市 |
| 珠 洲 郡 | 上山村         | 上山村         | 上山村                 | 西若山村                   | 西若山村                    | 明治41年8月15日 若山村  | 若山村                         | 昭和29年7月15日 珠洲市       | 昭和29年7月15日 珠洲市        | 珠洲市                       | 珠洲市                     | 珠洲市                | 珠洲市 |
| 珠 洲 郡 | 向村           | 向村           | 向村                   | 西若山村                   | 西若山村                    | 明治41年8月15日 若山村  | 若山村                         | 昭和29年7月15日 珠洲市       | 昭和29年7月15日 珠洲市        | 珠洲市                       | 珠洲市                     | 珠洲市                | 珠洲市 |
| 珠 洲 郡 | 寺家村         | 寺家村         | 寺家村                 | 三崎村                     | 三崎村                      | 明治41年8月15日 三崎村  | 三崎村                         | 昭和29年7月15日 珠洲市       | 昭和29年7月15日 珠洲市        | 珠洲市                       | 珠洲市                     | 珠洲市                | 珠洲市 |
| 珠 洲 郡 | 粟津村         | 粟津村         | 粟津村                 | 三崎村                     | 三崎村                      | 明治41年8月15日 三崎村  | 三崎村                         | 昭和29年7月15日 珠洲市       | 昭和29年7月15日 珠洲市        | 珠洲市                       | 珠洲市                     | 珠洲市                | 珠洲市 |
| 珠 洲 郡 | 大屋村         | 大屋村         | 大屋村                 | 三崎村                     | 三崎村                      | 明治41年8月15日 三崎村  | 三崎村                         | 昭和29年7月15日 珠洲市       | 昭和29年7月15日 珠洲市        | 珠洲市                       | 珠洲市                     | 珠洲市                | 珠洲市 |
| 珠 洲 郡 | 森腰村         | 森腰村         | 森腰村                 | 三崎村                     | 三崎村                      | 明治41年8月15日 三崎村  | 三崎村                         | 昭和29年7月15日 珠洲市       | 昭和29年7月15日 珠洲市        | 珠洲市                       | 珠洲市                     | 珠洲市                | 珠洲市 |
| 珠 洲 郡 | 引砂村         | 引砂村         | 引砂村                 | 鉢崎村                     | 鉢崎村                      | 明治41年8月15日 三崎村  | 三崎村                         | 昭和29年7月15日 珠洲市       | 昭和29年7月15日 珠洲市        | 珠洲市                       | 珠洲市                     | 珠洲市                | 珠洲市 |
| 珠 洲 郡 | 宇治村         | 宇治村         | 宇治村                 | 鉢崎村                     | 鉢崎村                      | 明治41年8月15日 三崎村  | 三崎村                         | 昭和29年7月15日 珠洲市       | 昭和29年7月15日 珠洲市        | 珠洲市                       | 珠洲市                     | 珠洲市                | 珠洲市 |
| 珠 洲 郡 | 杉山村         | 杉山村         | 杉山村                 | 鉢崎村                     | 鉢崎村                      | 明治41年8月15日 三崎村  | 三崎村                         | 昭和29年7月15日 珠洲市       | 昭和29年7月15日 珠洲市        | 珠洲市                       | 珠洲市                     | 珠洲市                | 珠洲市 |
| 珠 洲 郡 | 高波村         | 高波村         | 高波村                 | 鉢崎村                     | 鉢崎村                      | 明治41年8月15日 三崎村  | 三崎村                         | 昭和29年7月15日 珠洲市       | 昭和29年7月15日 珠洲市        | 珠洲市                       | 珠洲市                     | 珠洲市                | 珠洲市 |
| 珠 洲 郡 | 雲津村         | 雲津村         | 雲津村                 | 鉢崎村                     | 鉢崎村                      | 明治41年8月15日 三崎村  | 三崎村                         | 昭和29年7月15日 珠洲市       | 昭和29年7月15日 珠洲市        | 珠洲市                       | 珠洲市                     | 珠洲市                | 珠洲市 |
| 珠 洲 郡 | 竹沢村         | 竹沢村         | 竹沢村                 | 鉢崎村                     | 鉢崎村                      | 明治41年8月15日 三崎村  | 三崎村                         | 昭和29年7月15日 珠洲市       | 昭和29年7月15日 珠洲市        | 珠洲市                       | 珠洲市                     | 珠洲市                | 珠洲市 |
| 珠 洲 郡 | 小泊村         | 小泊村         | 小泊村                 | 鉢崎村                     | 鉢崎村                      | 明治41年8月15日 三崎村  | 三崎村                         | 昭和29年7月15日 珠洲市       | 昭和29年7月15日 珠洲市        | 珠洲市                       | 珠洲市                     | 珠洲市                | 珠洲市 |
| 珠 洲 郡 | 伏見村         | 伏見村         | 伏見村                 | 鉢崎村                     | 鉢崎村                      | 明治41年8月15日 三崎村  | 三崎村                         | 昭和29年7月15日 珠洲市       | 昭和29年7月15日 珠洲市        | 珠洲市                       | 珠洲市                     | 珠洲市                | 珠洲市 |
| 珠 洲 郡 | 細屋村         | 細屋村         | 細屋村                 | 鉢崎村                     | 鉢崎村                      | 明治41年8月15日 三崎村  | 三崎村                         | 昭和29年7月15日 珠洲市       | 昭和29年7月15日 珠洲市        | 珠洲市                       | 珠洲市                     | 珠洲市                | 珠洲市 |
| 珠 洲 郡 | 本村           | 本村           | 本村                   | 鉢崎村                     | 鉢崎村                      | 明治41年8月15日 三崎村  | 三崎村                         | 昭和29年7月15日 珠洲市       | 昭和29年7月15日 珠洲市        | 珠洲市                       | 珠洲市                     | 珠洲市                | 珠洲市 |
| 珠 洲 郡 | 小泊新村       | 小泊新村       | 小泊新村               | 鉢崎村                     | 鉢崎村                      | 明治41年8月15日 三崎村  | 三崎村                         | 昭和29年7月15日 珠洲市       | 昭和29年7月15日 珠洲市        | 珠洲市                       | 珠洲市                     | 珠洲市                | 珠洲市 |
| 珠 洲 郡 | 折戸村         | 折戸村         | 折戸村                 | 日置村                     | 日置村                      | 明治40年10月15日 西海村 | 西海村                         | 昭和29年7月15日 珠洲市       | 昭和29年7月15日 珠洲市        | 珠洲市                       | 珠洲市                     | 珠洲市                | 珠洲市 |
| 珠 洲 郡 | 狼煙村         | 狼煙村         | 狼煙村                 | 日置村                     | 日置村                      | 明治40年10月15日 西海村 | 西海村                         | 昭和29年7月15日 珠洲市       | 昭和29年7月15日 珠洲市        | 珠洲市                       | 珠洲市                     | 珠洲市                | 珠洲市 |
| 珠 洲 郡 | 狼煙新村       | 狼煙新村       | 狼煙新村               | 日置村                     | 日置村                      | 明治40年10月15日 西海村 | 西海村                         | 昭和29年7月15日 珠洲市       | 昭和29年7月15日 珠洲市        | 珠洲市                       | 珠洲市                     | 珠洲市                | 珠洲市 |
| 珠 洲 郡 | 山中村         | 山中村         | 明治初年 改称 東山中村 | 日置村                     | 日置村                      | 明治40年10月15日 西海村 | 西海村                         | 昭和29年7月15日 珠洲市       | 昭和29年7月15日 珠洲市        | 珠洲市                       | 珠洲市                     | 珠洲市                | 珠洲市 |
| 珠 洲 郡 | 川浦村         | 川浦村         | 川浦村                 | 日置村                     | 日置村                      | 明治40年10月15日 西海村 | 西海村                         | 昭和29年7月15日 珠洲市       | 昭和29年7月15日 珠洲市        | 珠洲市                       | 珠洲市                     | 珠洲市                | 珠洲市 |
| 珠 洲 郡 | 唐笠村         | 唐笠村         | 唐笠村                 | 日置村                     | 日置村                      | 明治40年10月15日 西海村 | 西海村                         | 昭和29年7月15日 珠洲市       | 昭和29年7月15日 珠洲市        | 珠洲市                       | 珠洲市                     | 珠洲市                | 珠洲市 |
| 珠 洲 郡 | 馬緤村         | 馬緤村         | 馬緤村                 | 大崎村                     | 大崎村                      | 明治40年10月15日 西海村 | 西海村                         | 昭和29年7月15日 珠洲市       | 昭和29年7月15日 珠洲市        | 珠洲市                       | 珠洲市                     | 珠洲市                | 珠洲市 |
| 珠 洲 郡 | 高屋村         | 高屋村         | 高屋村                 | 大崎村                     | 大崎村                      | 明治40年10月15日 西海村 | 西海村                         | 昭和29年7月15日 珠洲市       | 昭和29年7月15日 珠洲市        | 珠洲市                       | 珠洲市                     | 珠洲市                | 珠洲市 |
| 珠 洲 郡 | 笹波村         | 笹波村         | 笹波村                 | 大崎村                     | 大崎村                      | 明治40年10月15日 西海村 | 西海村                         | 昭和29年7月15日 珠洲市       | 昭和29年7月15日 珠洲市        | 珠洲市                       | 珠洲市                     | 珠洲市                | 珠洲市 |
| 珠 洲 郡 | 大谷村         | 大谷村         | 大谷村                 | 大谷村                     | 大谷村                      | 明治40年10月15日 西海村 | 西海村                         | 昭和29年7月15日 珠洲市       | 昭和29年7月15日 珠洲市        | 珠洲市                       | 珠洲市                     | 珠洲市                | 珠洲市 |
| 珠 洲 郡 | 仁江村         | 仁江村         | 仁江村                 | 大谷村                     | 大谷村                      | 明治40年10月15日 西海村 | 西海村                         | 昭和29年7月15日 珠洲市       | 昭和29年7月15日 珠洲市        | 珠洲市                       | 珠洲市                     | 珠洲市                | 珠洲市 |
| 珠 洲 郡 | 真浦村         | 真浦村         | 真浦村                 | 大谷村                     | 大谷村                      | 明治40年10月15日 西海村 | 西海村                         | 昭和29年7月15日 珠洲市       | 昭和29年7月15日 珠洲市        | 珠洲市                       | 珠洲市                     | 珠洲市                | 珠洲市 |
| 珠 洲 郡 | 清水村         | 清水村         | 清水村                 | 大谷村                     | 大谷村                      | 明治40年10月15日 西海村 | 西海村                         | 昭和29年7月15日 珠洲市       | 昭和29年7月15日 珠洲市        | 珠洲市                       | 珠洲市                     | 珠洲市                | 珠洲市 |
| 珠 洲 郡 | 片岩村         | 片岩村         | 片岩村                 | 大谷村                     | 大谷村                      | 明治40年10月15日 西海村 | 西海村                         | 昭和29年7月15日 珠洲市       | 昭和29年7月15日 珠洲市        | 珠洲市                       | 珠洲市                     | 珠洲市                | 珠洲市 |
| 珠 洲 郡 | 長橋村         | 長橋村         | 長橋村                 | 大谷村                     | 大谷村                      | 明治40年10月15日 西海村 | 西海村                         | 昭和29年7月15日 珠洲市       | 昭和29年7月15日 珠洲市        | 珠洲市                       | 珠洲市                     | 珠洲市                | 珠洲市 |

## 出身有名人
- 阿武松緑之助（能登町） - 第6代横綱
- 梅佳代（能登町） - 写真家
- 坂本三十次（穴水町） - 政治家
- 津雲むつみ（能登町） - 漫画家
- 永井豪（輪島市） - 漫画家
- 西谷啓治（能登町） - 宗教哲学研究者
- 益谷秀次（能登町） - 政治家
- 山中毅（輪島市） - 競泳選手
- 農口尚彦（能登町） - 杜氏（能登杜氏）、現代の名工